# Cathédrale Santa Maria Matricolare de Vérone
La cathédrale Sainte-Marie-Matricolare (en italien : Cattedrale di Santa Maria Matricolare), appelée aussi Duomo di Verona, est la cathédrale du diocèse de Vérone en Vénétie, dans le nord-est de l'Italie. Elle se trouve dans le centre-ville de Vérone. 

## Historique
Elle est consacrée à la Vierge Marie, le 13 septembre 1187, et remplace deux anciens édifices paléochrétiens, dont le dernier avait été détruit par un tremblement de terre en 1117. Elle est construite en style roman.

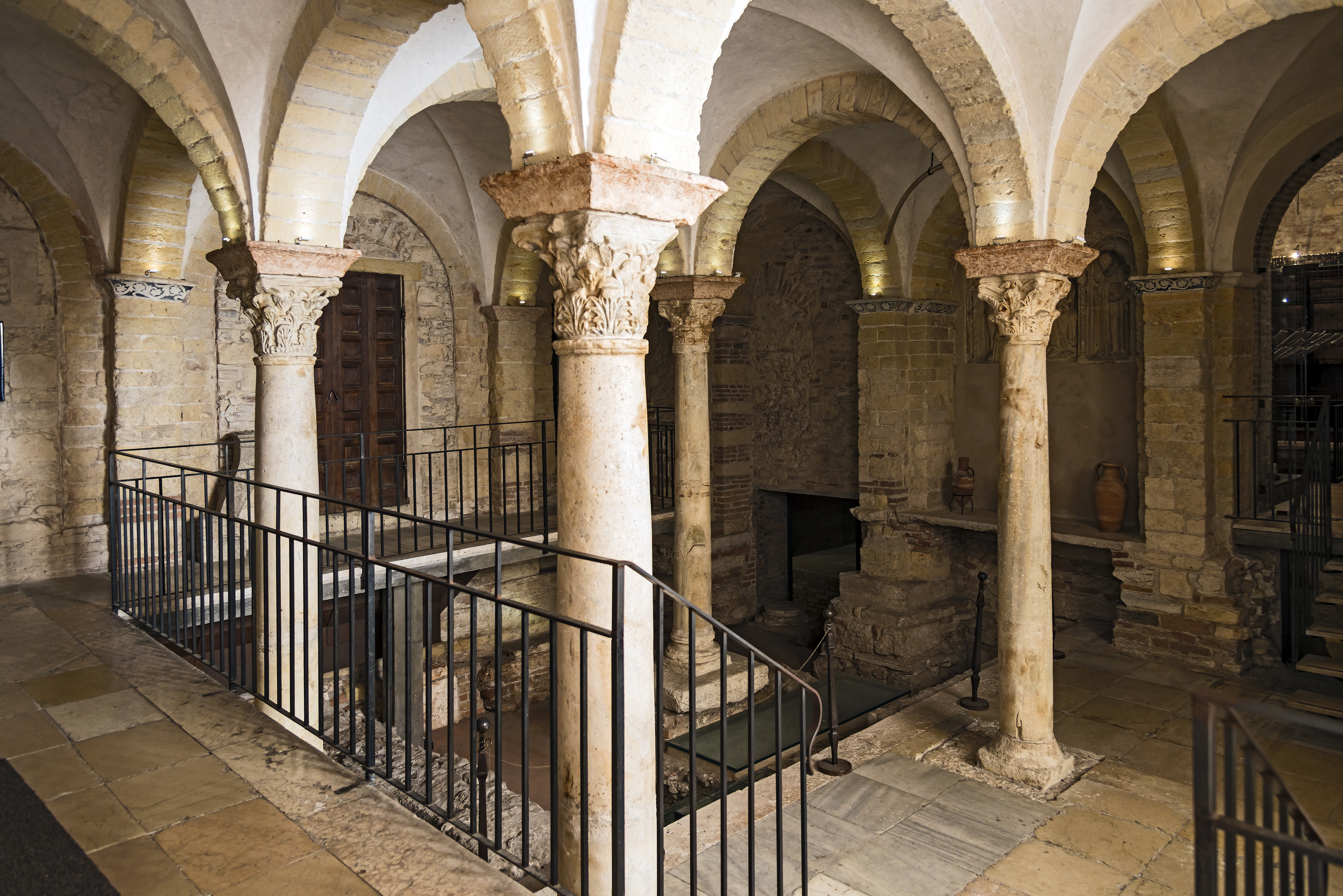
Portique de l'ancienne cathédrale.
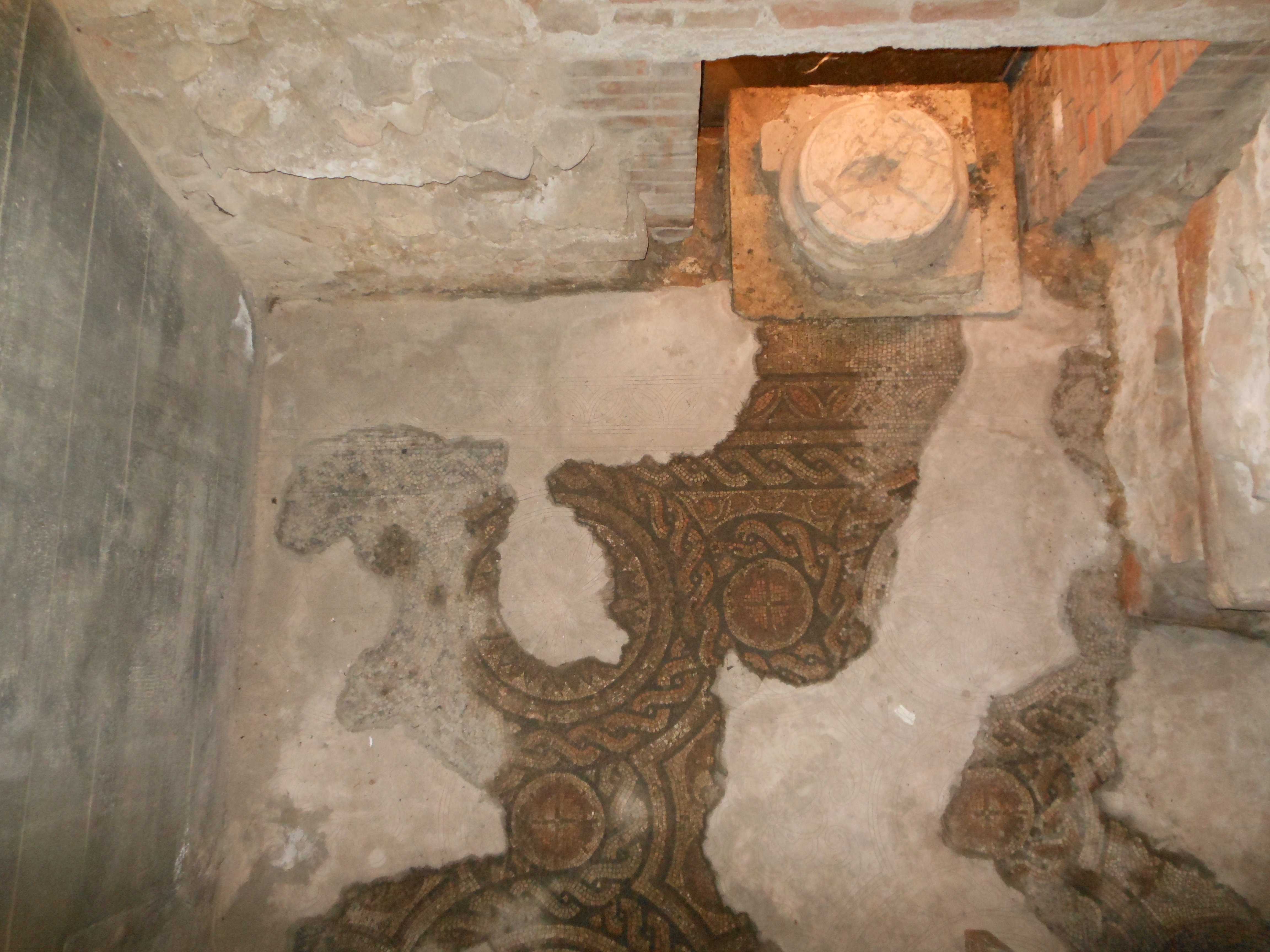
Mosaïques de l'ancienne cathédrale.

## Description

### Extérieur
La façade (toute de tuf alterné de brique, comme l'abside) est divisée en trois parties, avec un fronton et un porche en saillie étagé avec deux protiri ornés de sculptures, œuvre du sculpteur du XIIe siècle Nicholaus.
Le protiro est appuyé sur le dos de deux griffons, semblables à ceux démontés de la Porta dei Mesi à Ferrare. La lunette est peinte de fresques polychromes et or de la Vierge à l'Enfant, centrée entre les deux scènes de l'Annonce aux bergers (à gauche) et l'Adoration des mages (à droite).
Sur le linteau sont représentées en médaillons les trois vertus théologales, la Foi, la Charité et l'Espérance.
Dix figures de prophètes sont représentées dans les embrasures et jambages ; les quatre symboles des évangélistes et la main de Dieu sont représentées sur le haut dans la voûte en berceau. Dans les murs, de chaque côté du portail se trouvent les personnages de Roland et Oliver, qui, comme les guerriers saints, rappellent le besoin constant d'assurer la protection de l'église.
Les fenêtres gothiques de la façade témoignent de la rénovation de l'édifice réalisée au XIVe siècle. L'architecture de la partie supérieure de la façade baroque fait partie des ajouts du XVIIe siècle.
Sur le côté sud de l'église se trouve un deuxième portail exécuté dans le style lombard ou de Côme.
L'abside principale a conservé son intégrité et constitue un exemple de l'architecture du milieu XIIe siècle.
Le campanile, commencé au XVIe siècle par Michele Sanmicheli est inachevé, à gauche se situent deux ordres de colonnes aux chapiteaux richement décorés, des bas-reliefs et des traces de fresques du XIVe siècle.

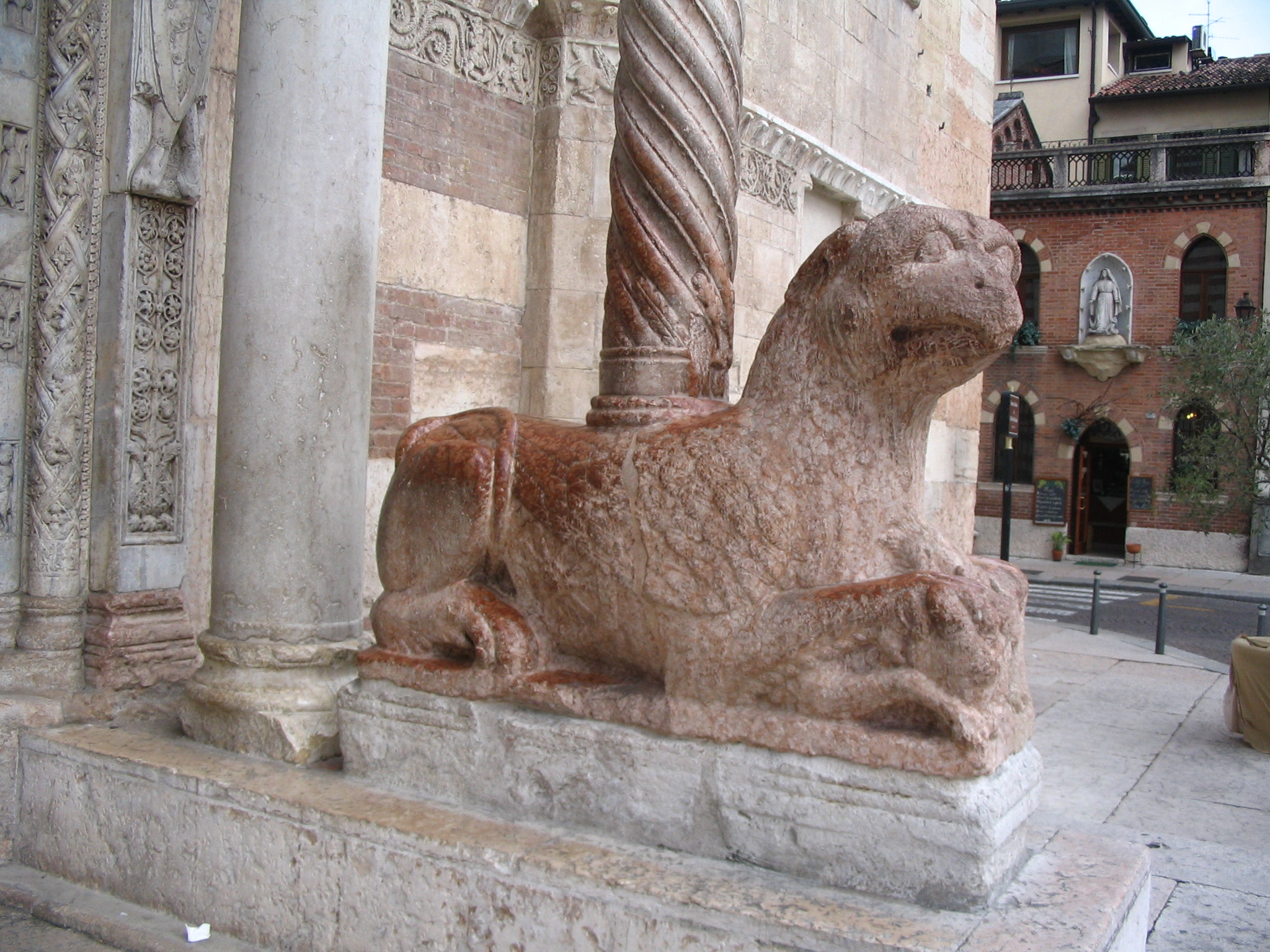
Griffon du portail ouest.
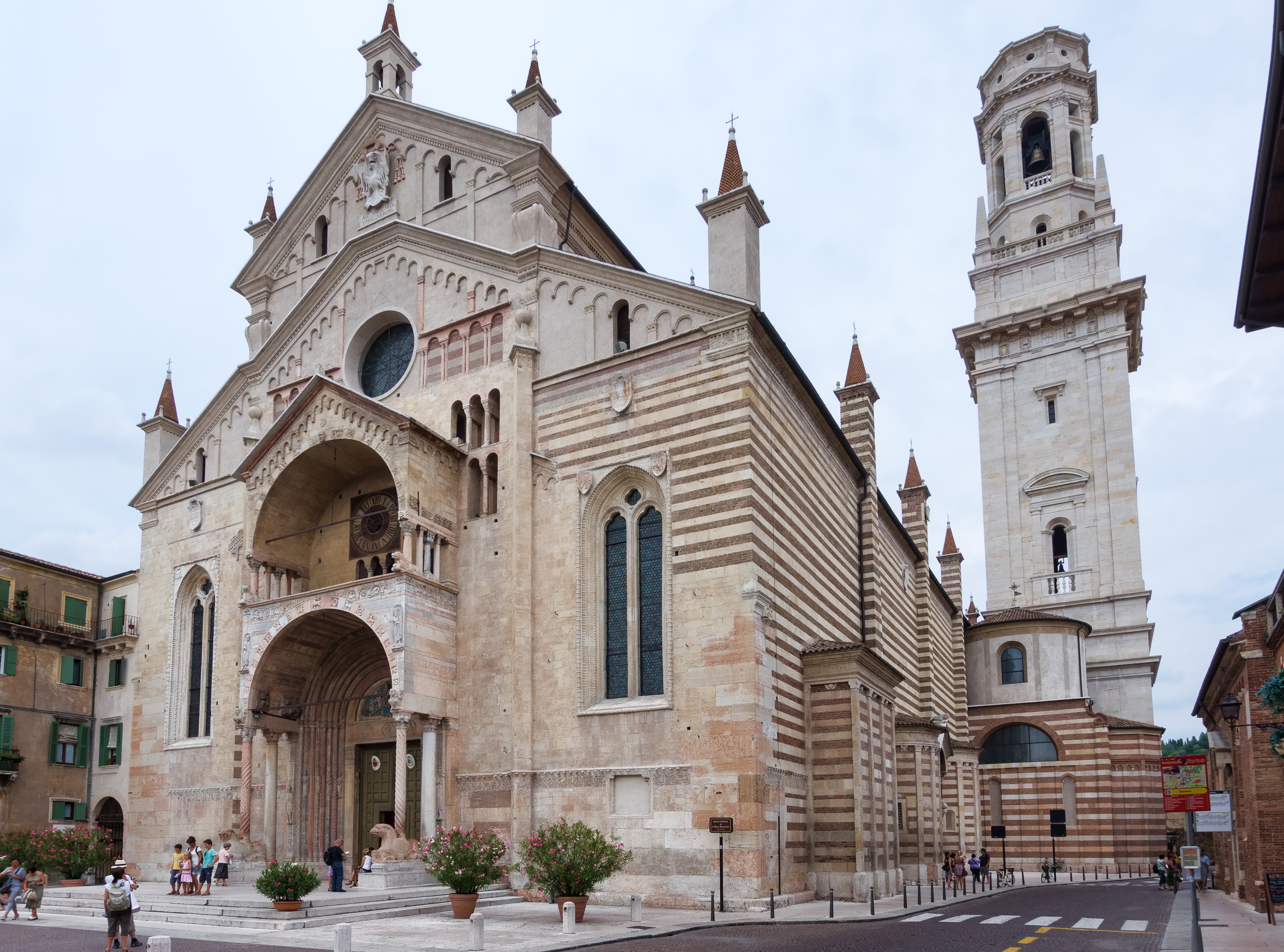
Vue générale, avec le campanile (XVIe siècle).
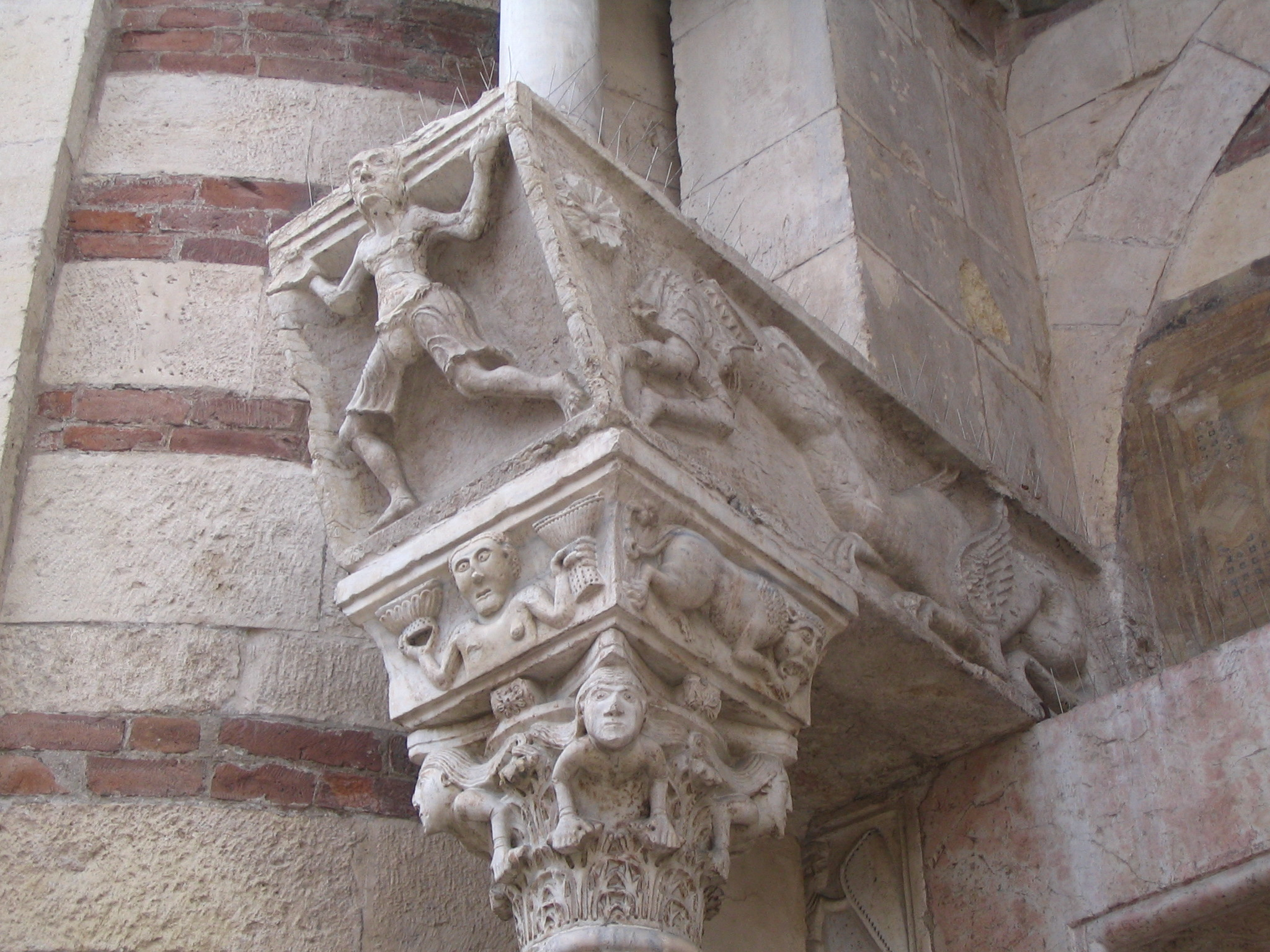
Chapiteau du portail latéral.
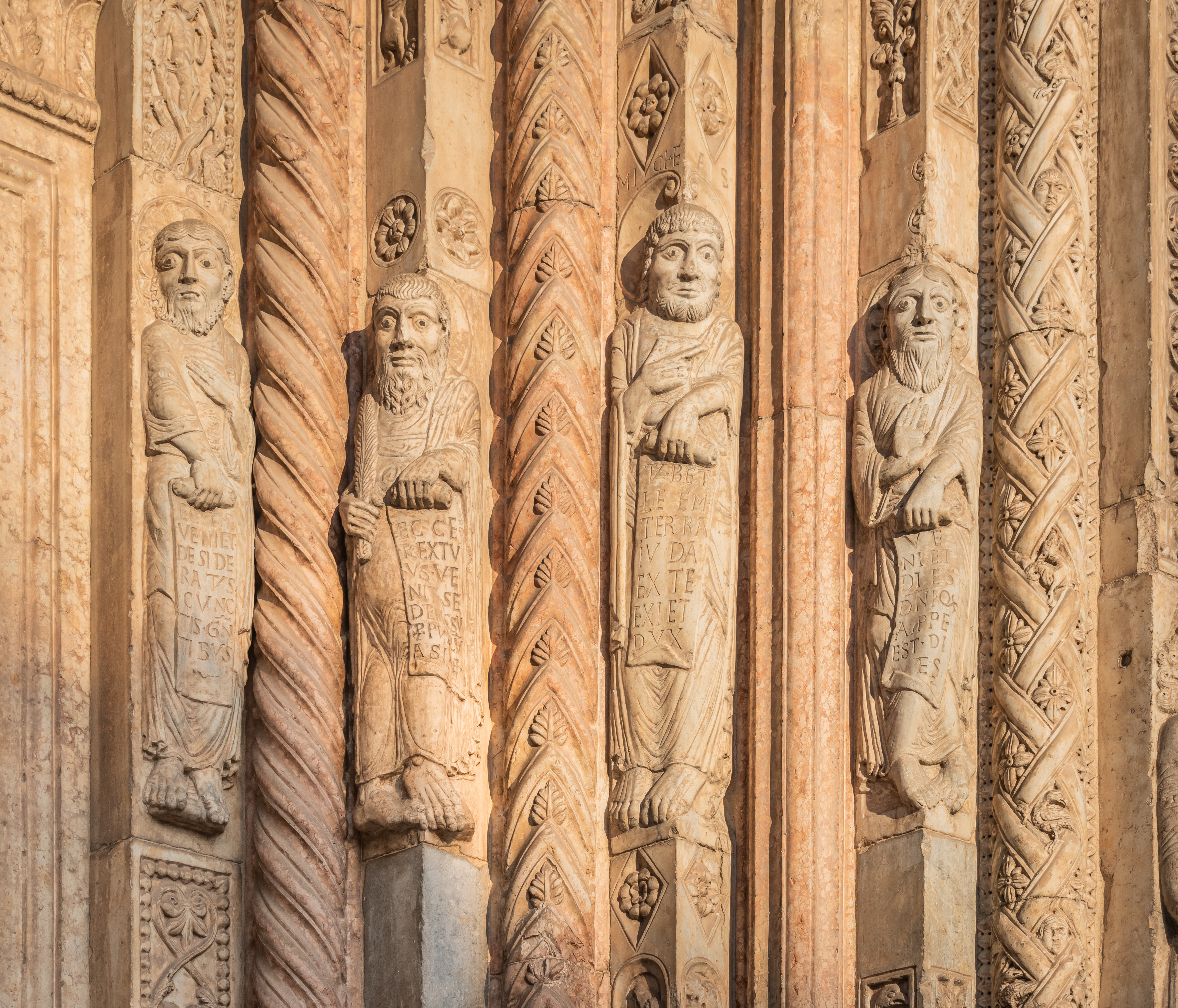
Prophètes de l'ancien testament à l'entrée de la cathédrale. De gauche à droite : Aggée, un des Zacharie (prophètes) , Michée et Joël (prophète). Octobre 2021.

### Intérieur
L'aspect actuel de l'intérieur date de la rénovation du XVe siècle. Elle possède une nef à colonnes de marbre rouge de Vérone surmontées d'arcades gothiques de soutien. La contre-façade est ornée d'une horloge monumentale.
De nombreux autels ornent la nef, dans le cas de Santa Maria Matricolare, ils prennent improprement le nom de chapelles. Il existe deux chapelles au sens strict : les chapelles de la Madonna del Popolo et, en face, la chapelle Memo. Entre la chapelle de la Madonna del Popolo et la chapelle Maffei un passage donne accès aux vestiges de l'ancienne cathédrale et à l'église San Giovanni in Fonte, et à l'église de Sant'Elena.

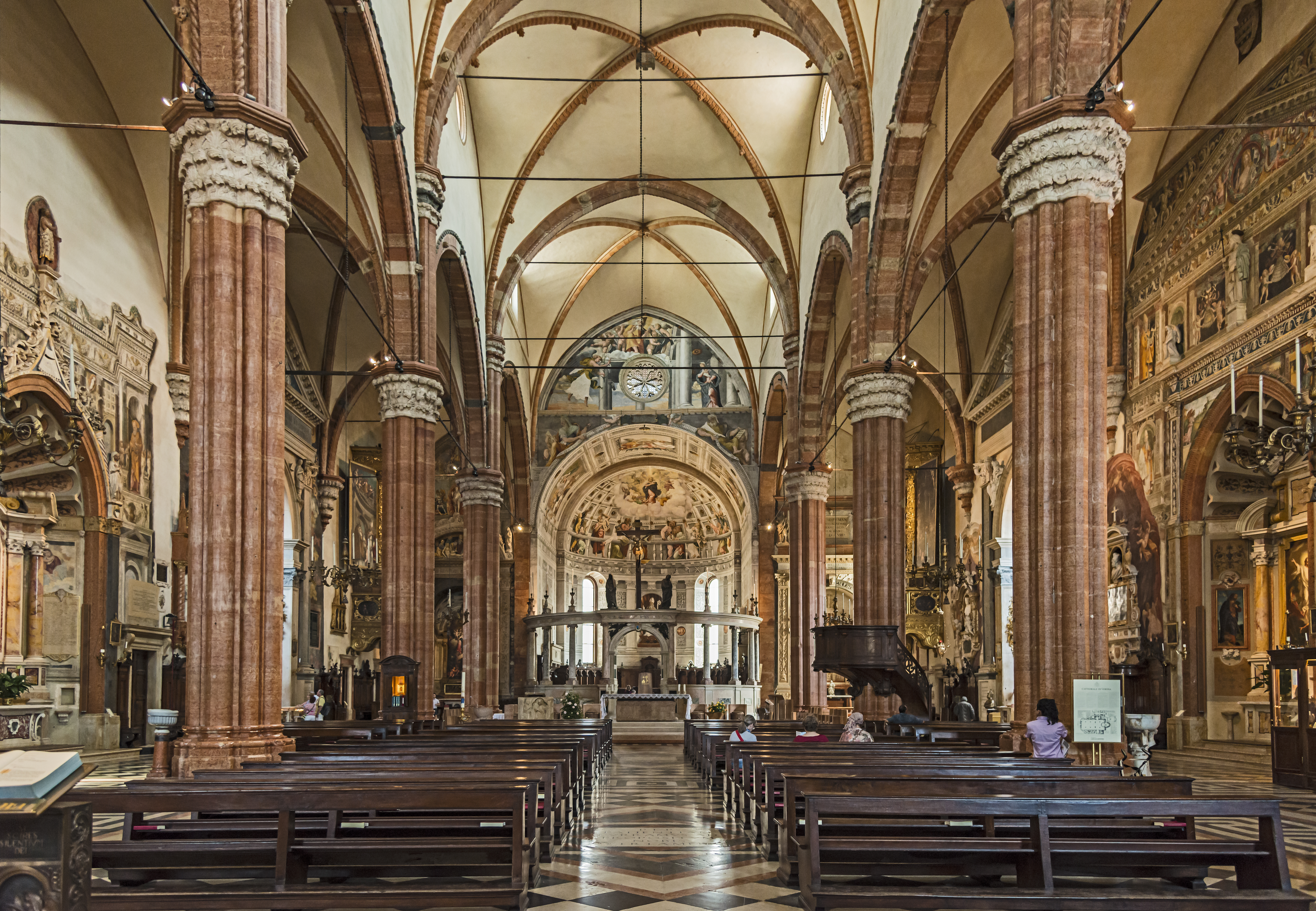
La nef centrale.
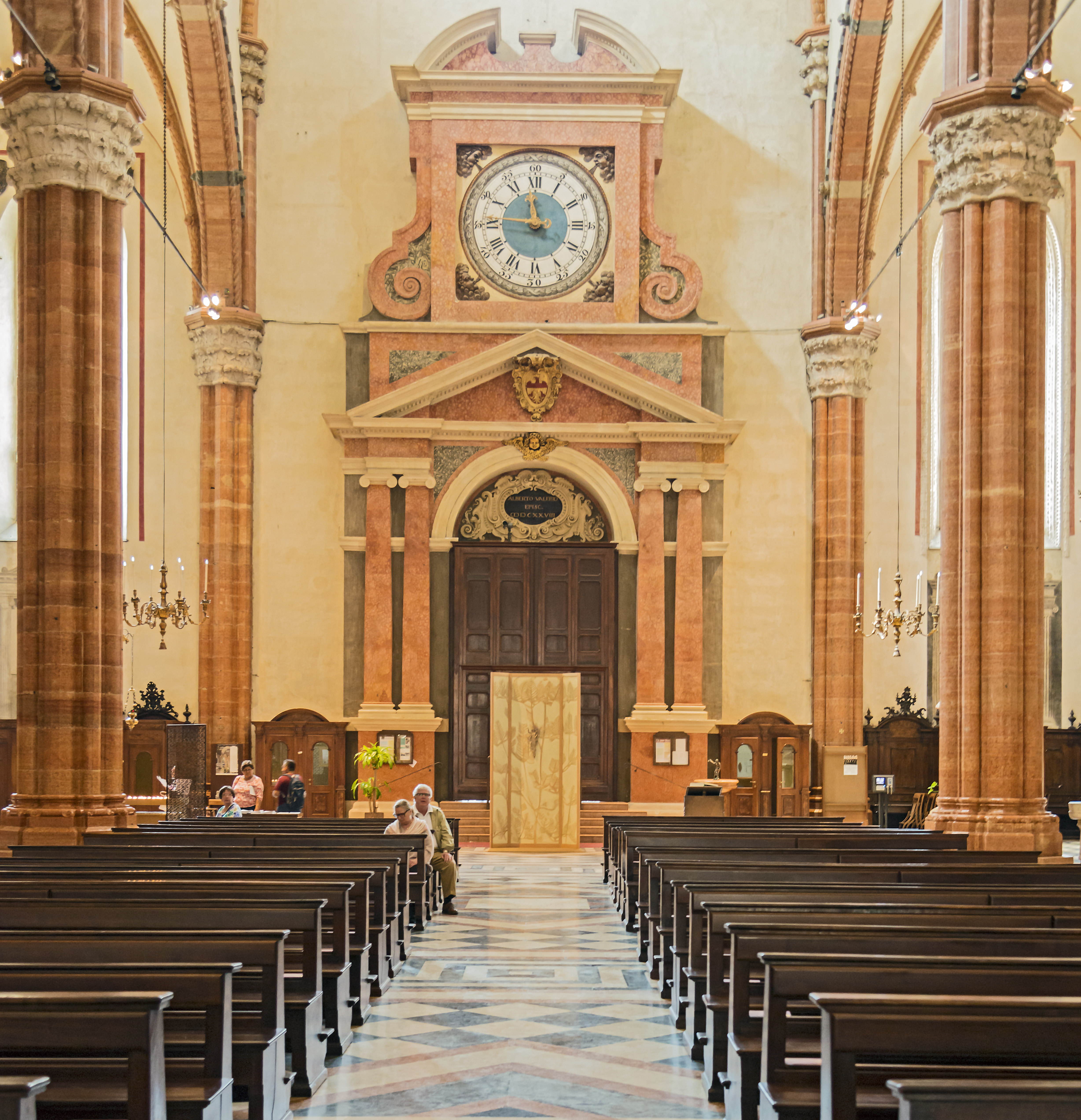
L'horloge monumentale de la contre-façade.
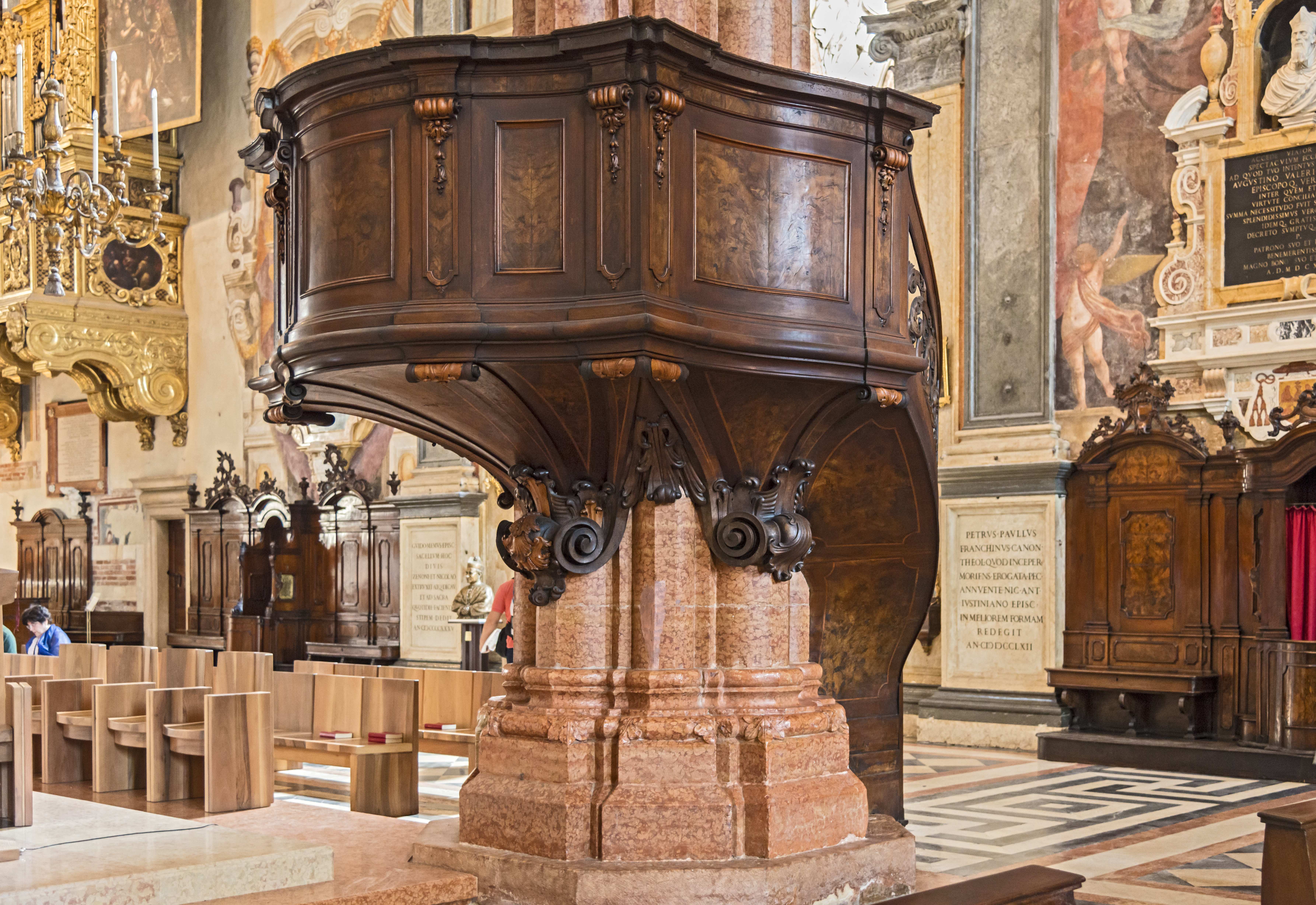
La chaire - Travail de marqueterie du XVIIIe siècle.

#### Chapelles et monuments de gauche
Le monument funéraire de l’évêque de Belluno Galesio Nichesola par Jacopo Sansovino.
La chapelle Cartolari-Nichesola
Entourée de fresques du XVe siècle, elle a été rénovée de 1530 à 1532 par la famille Nichesola. À noter l'autel en marbre polychrome de Jacopo Sansovino et surtout le tableau du retable qui représente l'Assomption et qui est dû au Titien.
Le monument funéraire de Francesco Bianchini prélat et astronome, surmonté d'un buste en marbre de Giulio Schiavi.
La chapelle Abbazia-Lazzari
Dédiée au Corpus Domini. Fresques peintes par Antonio Badile dans la seconde moitié du XVe siècle. Le tableau du retable montre le Rédempteur entre Tobias, l'Ange et les saints Liborio et François de Sales ; huile sur toile de Sante Prunati.
La chapelle Cappella Cartolari
Erigée en 1465, elle est dédiée à saint Michel Archange. L'autel a été reconstruit au XVIIIe siècle, le tableau du retable représente La sainte Vierge et saint Michel, saint George et saint Jérôme par Michelangelo Prunati (1690-1756). Au-dessus de la porte latérale, l'épitaphe de l'archidiacre Pacifico (846).

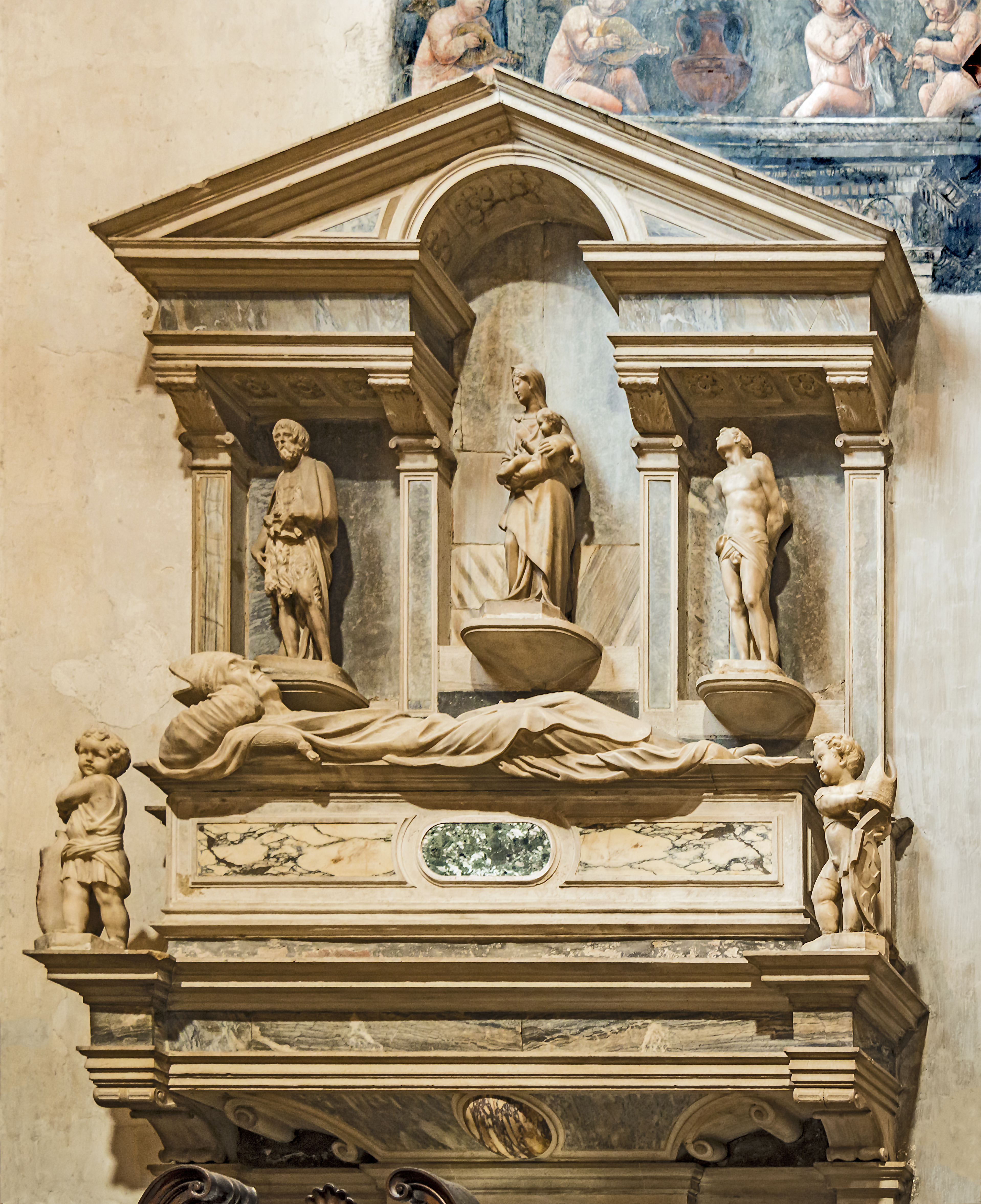
Monument à Galesio Nichesola par Jacopo Sansovino.
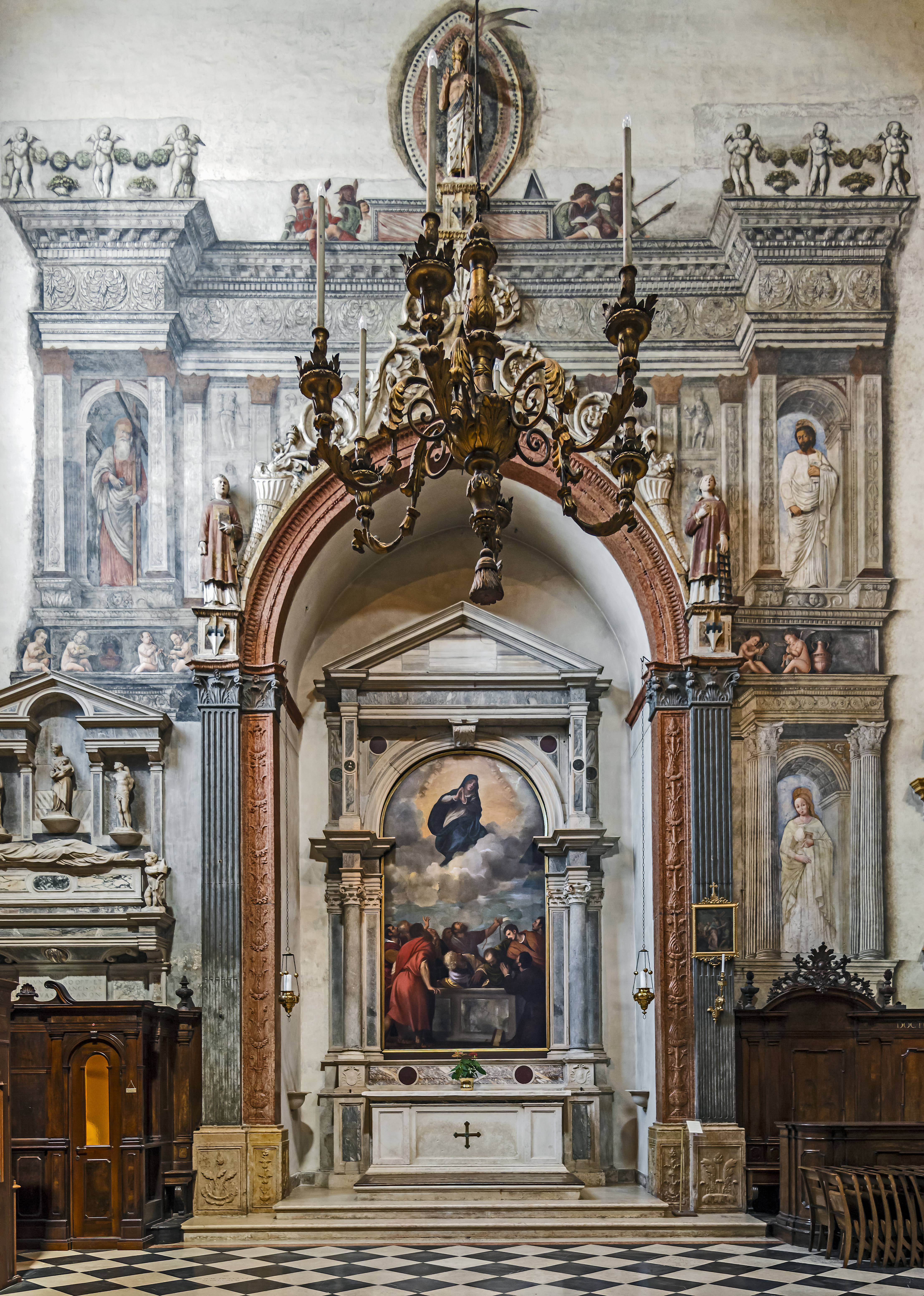
La chapelle Cartolari-Nichesola.
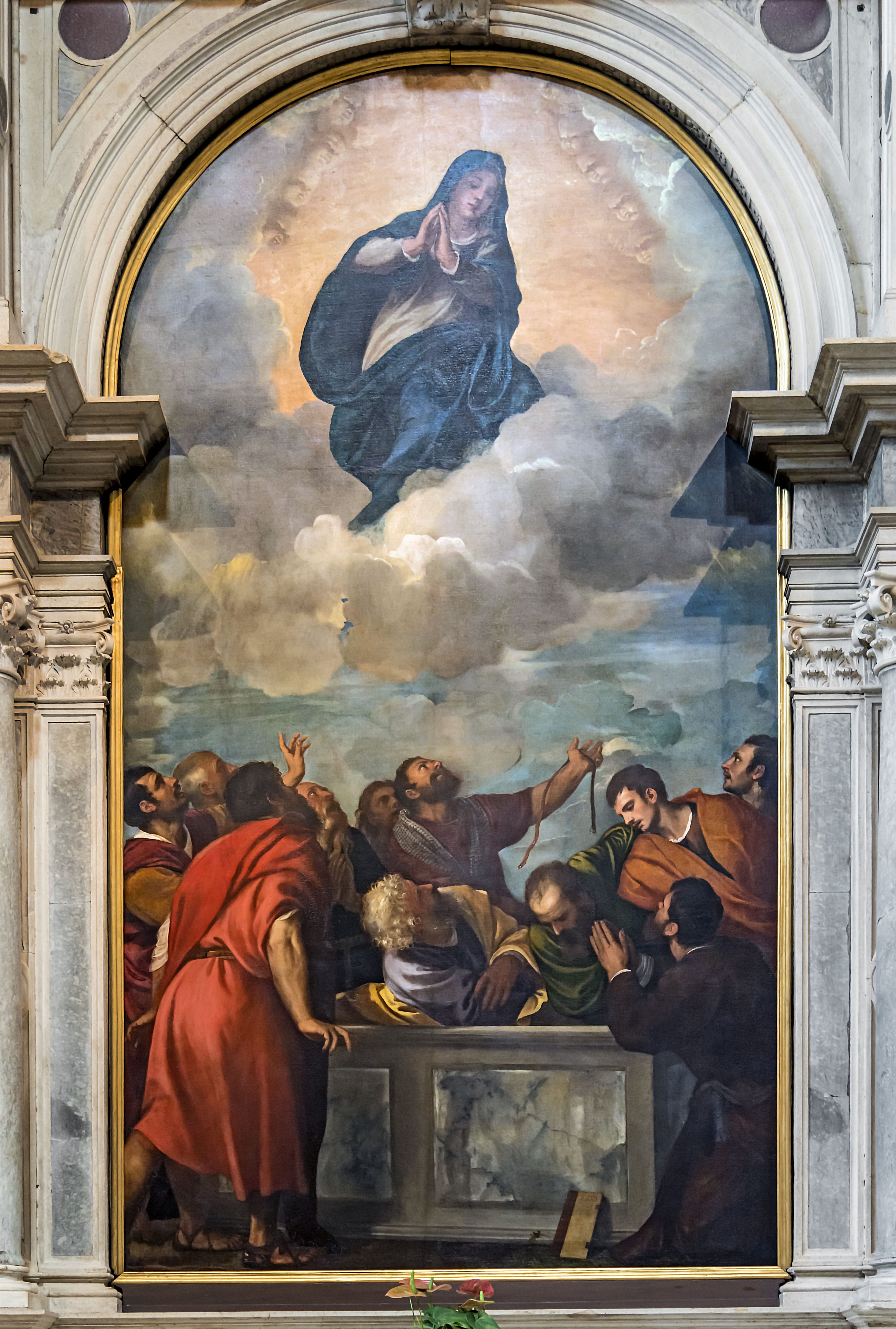
L'Assomption par le Titien.
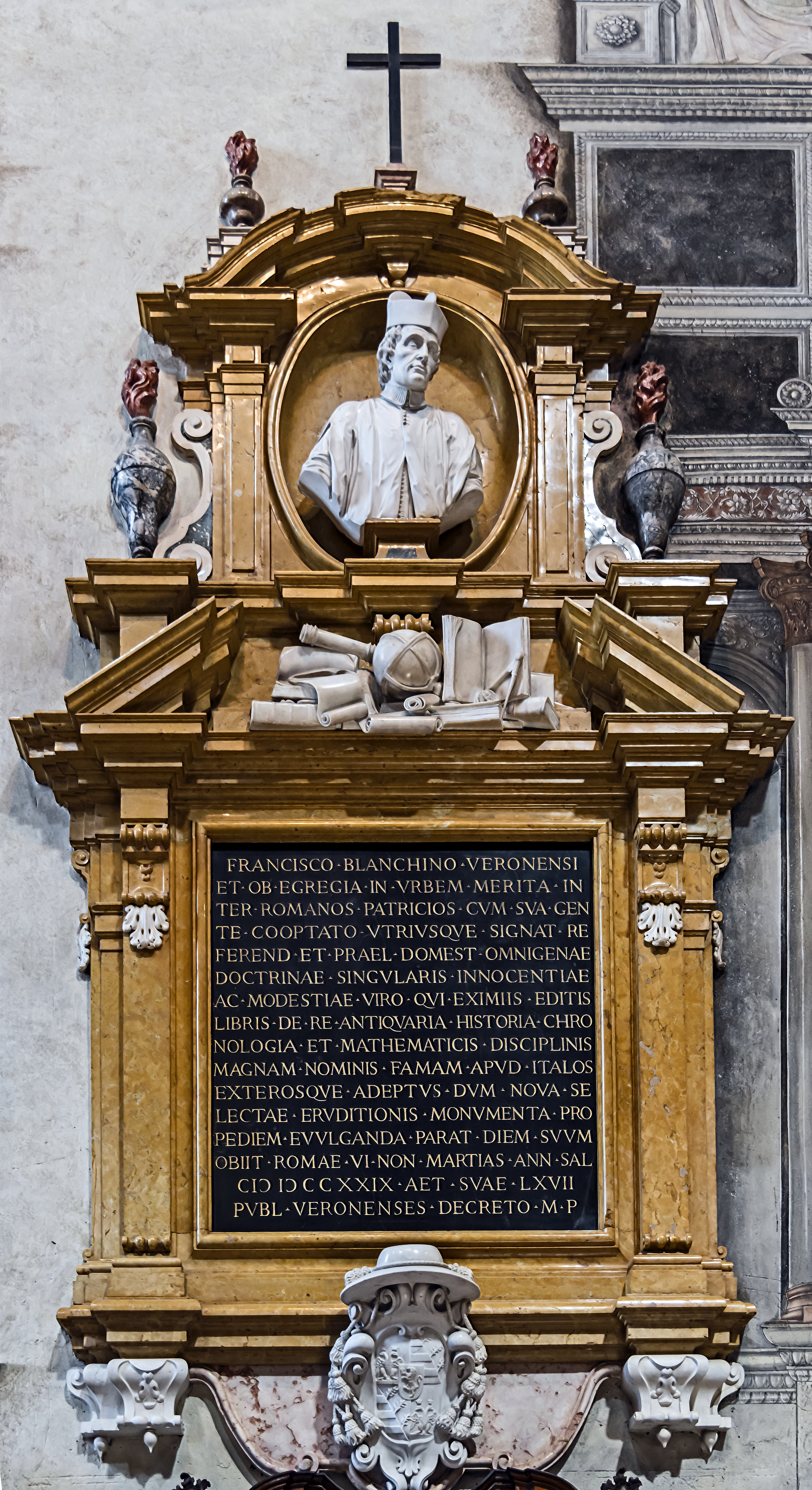
Le monument à Francesco Bianchini.
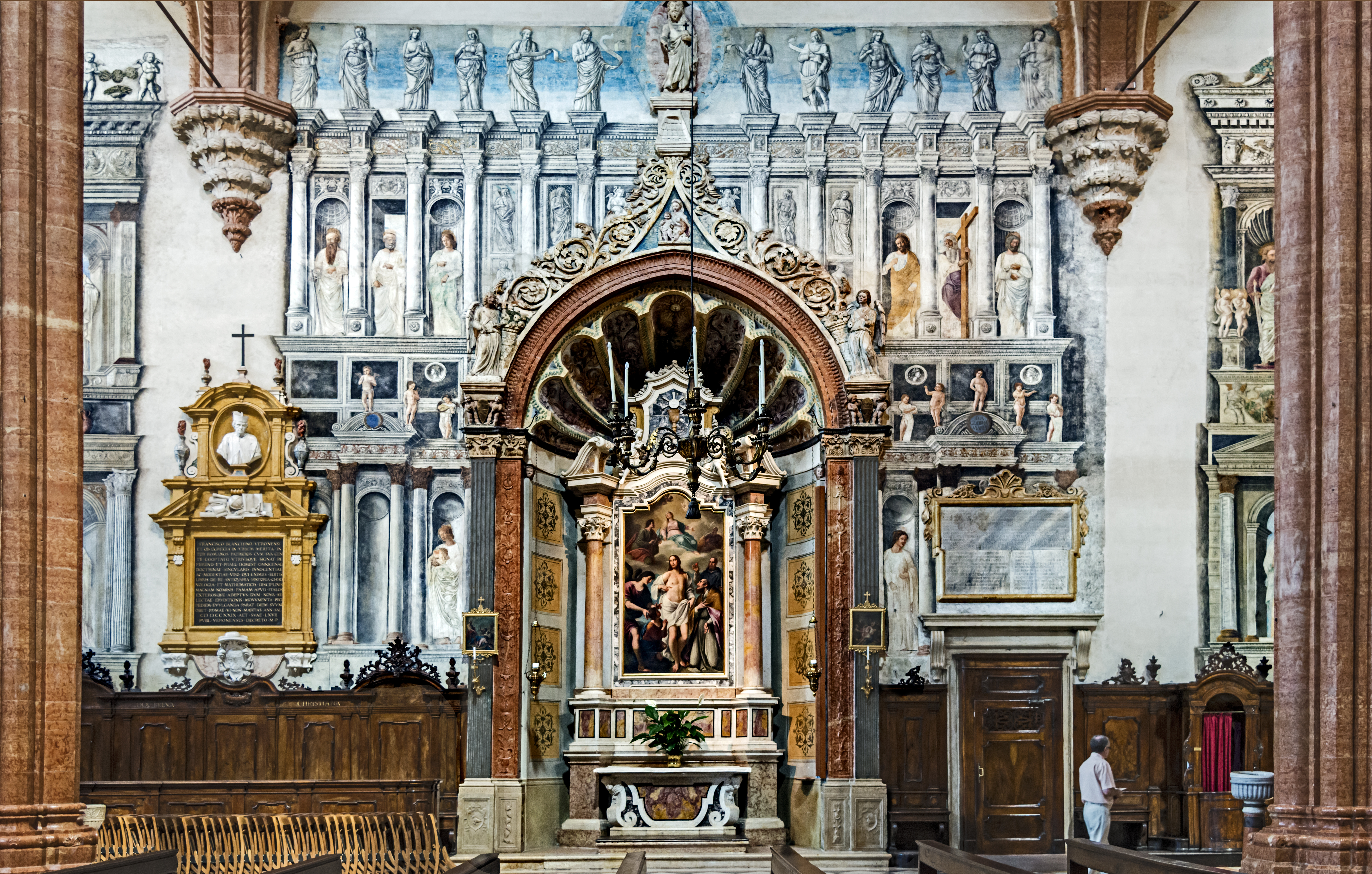
La chapelle Abbazia-Lazzari.
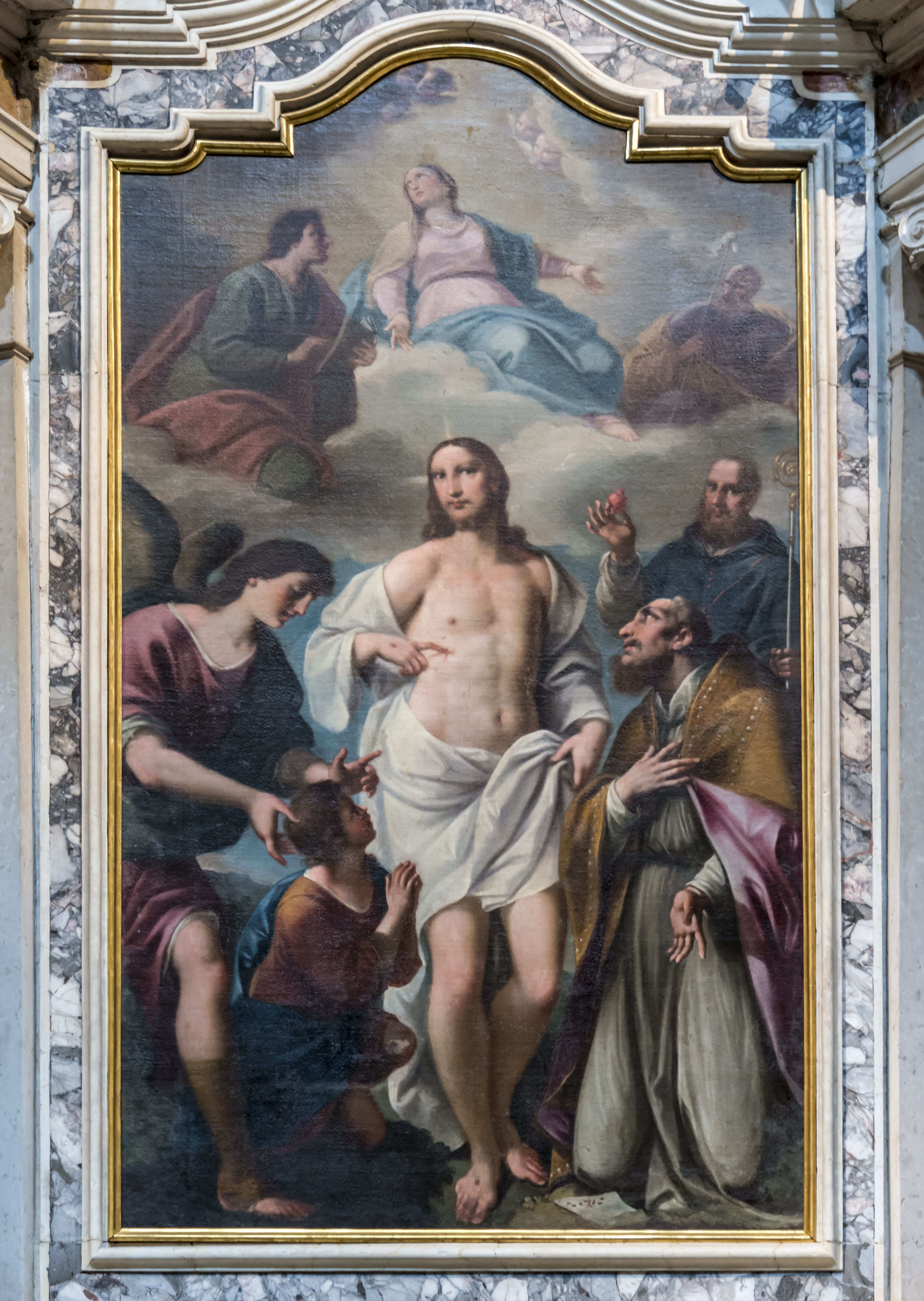
Le Rédempteur par Sante Prunati.
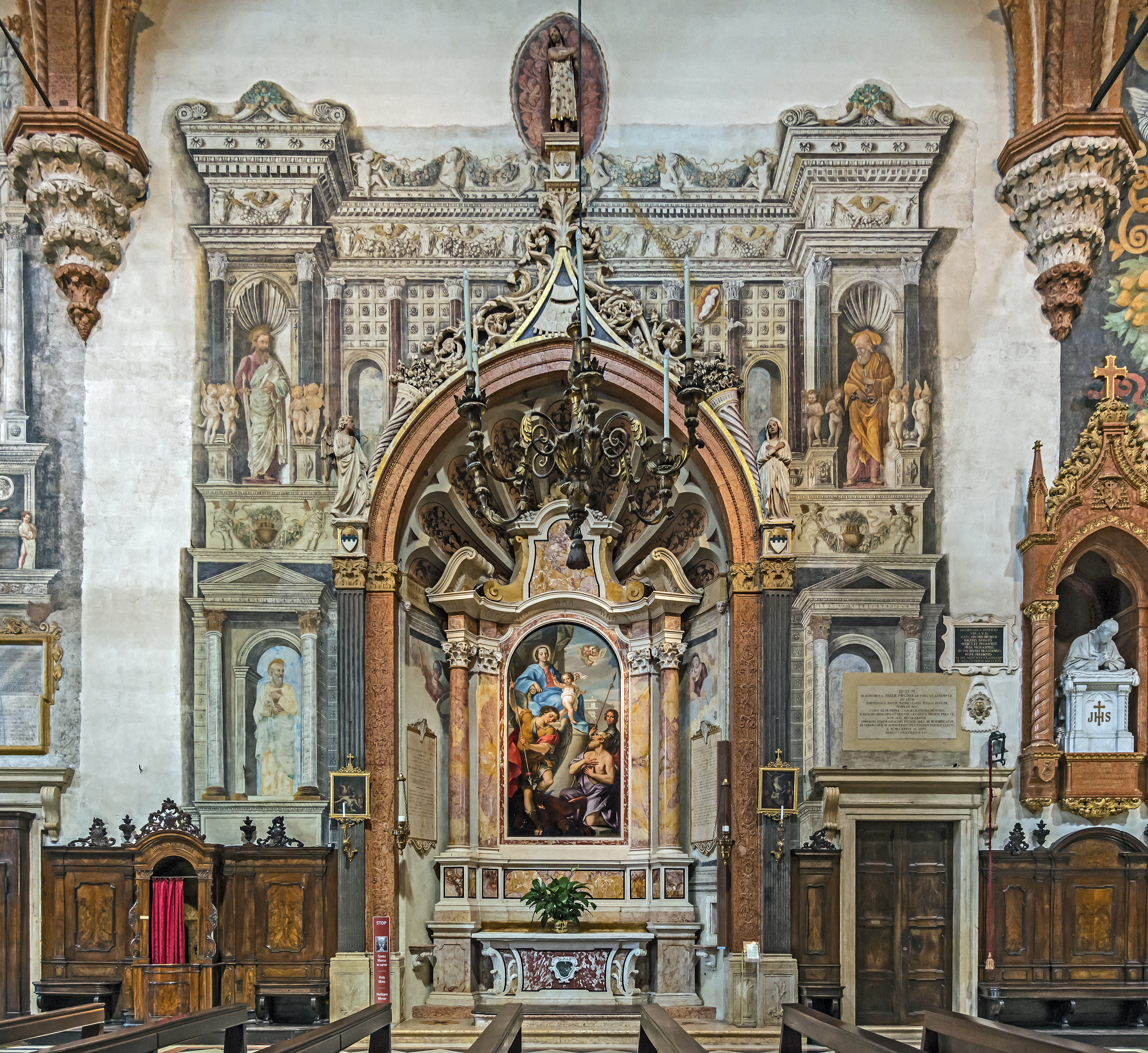
La chapelle Cartolari.
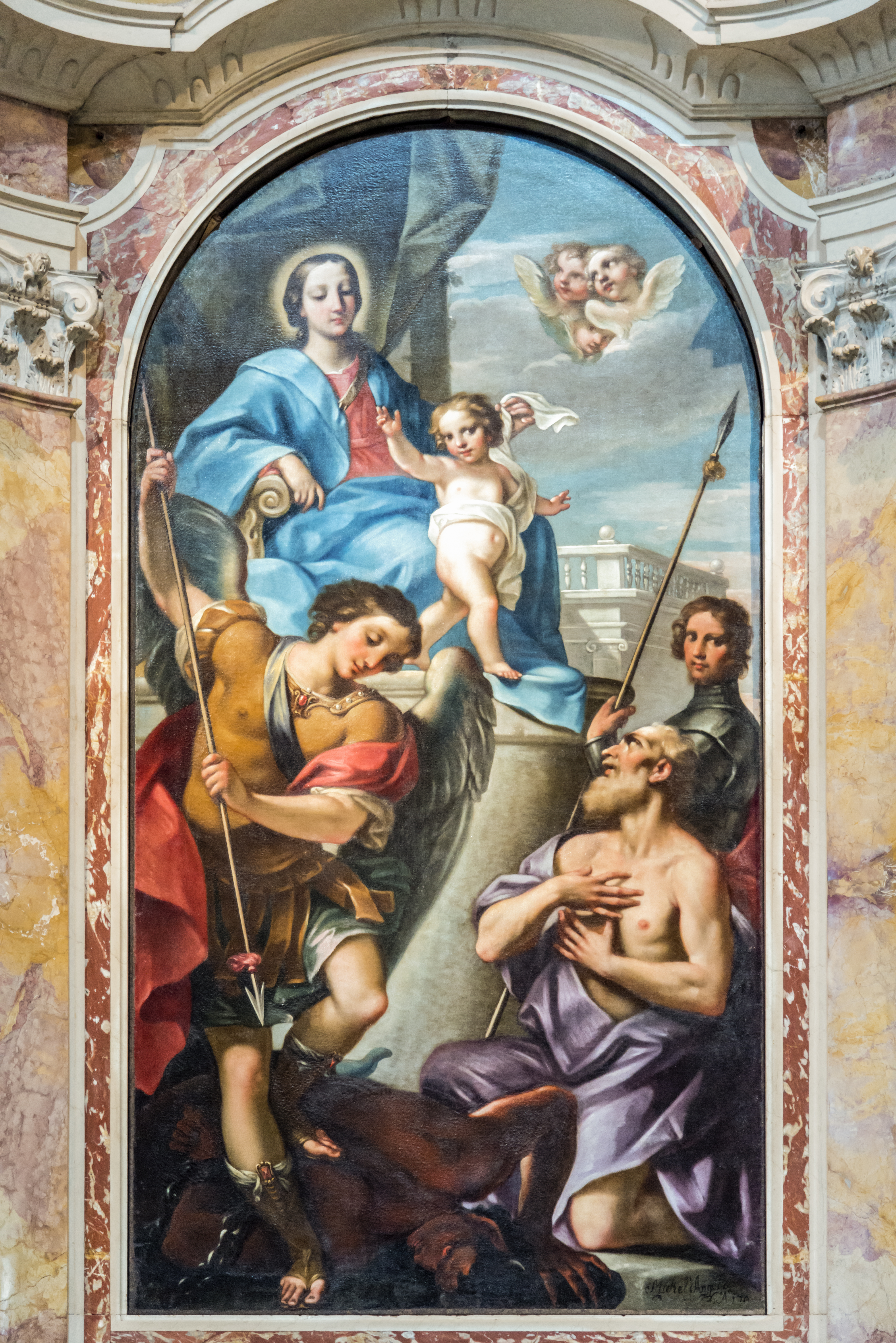
La sainte Vierge et saint Michel, saint George et saint Jérôme par Michelangelo Prunati.

La chapelle de la Madonna del Popolo
L'arc de triomphe externe en marbre rouge date de 1510. C'est le seul vestige de la chapelle renaissance initiale. La chapelle, a toujours été un lieu de grande dévotion populaire. L'autel et le retable ont été refaits en style baroque en 1756. Sous la statue de la Vierge et l'Enfant, de Vincenzo Cadorin (1921), il y a une urne contenant la soi-disant «Epine» avec laquelle les saints martys de Vérone Fermo et Rustico auraient été tués.
L'orgue de gauche Cornu Evangelii
Le buffet de l'orgue et la cantoria sont en bois sculpté et doré. Le tout est rehaussé de peintures par Felice Riccio : les portes intérieures : Quatre évêques de Vérone et en externe Dormition Virginis.
La chapelle Maffei
Les fresques sont de Giovanni Maria Falconetto (1500), les éléments sculptés de Domenico da Lugo. Le tableau du retable est une huile sur table montrant la Madonna col Bambino e i Santi Andrea, Annone, Girolamo e Giovanni Battista par Agostino Ugolini (1794). Sur l'autel, qui abrite les restes de saint Annone, se trouvent les reproductions lumineuses de la célèbre Voile de Classe (aujourd'hui à Ravenne) avec les portraits des premiers évêques de Vérone. Sous le tableau prédelle de Michele da Verona (1510 c.a.).

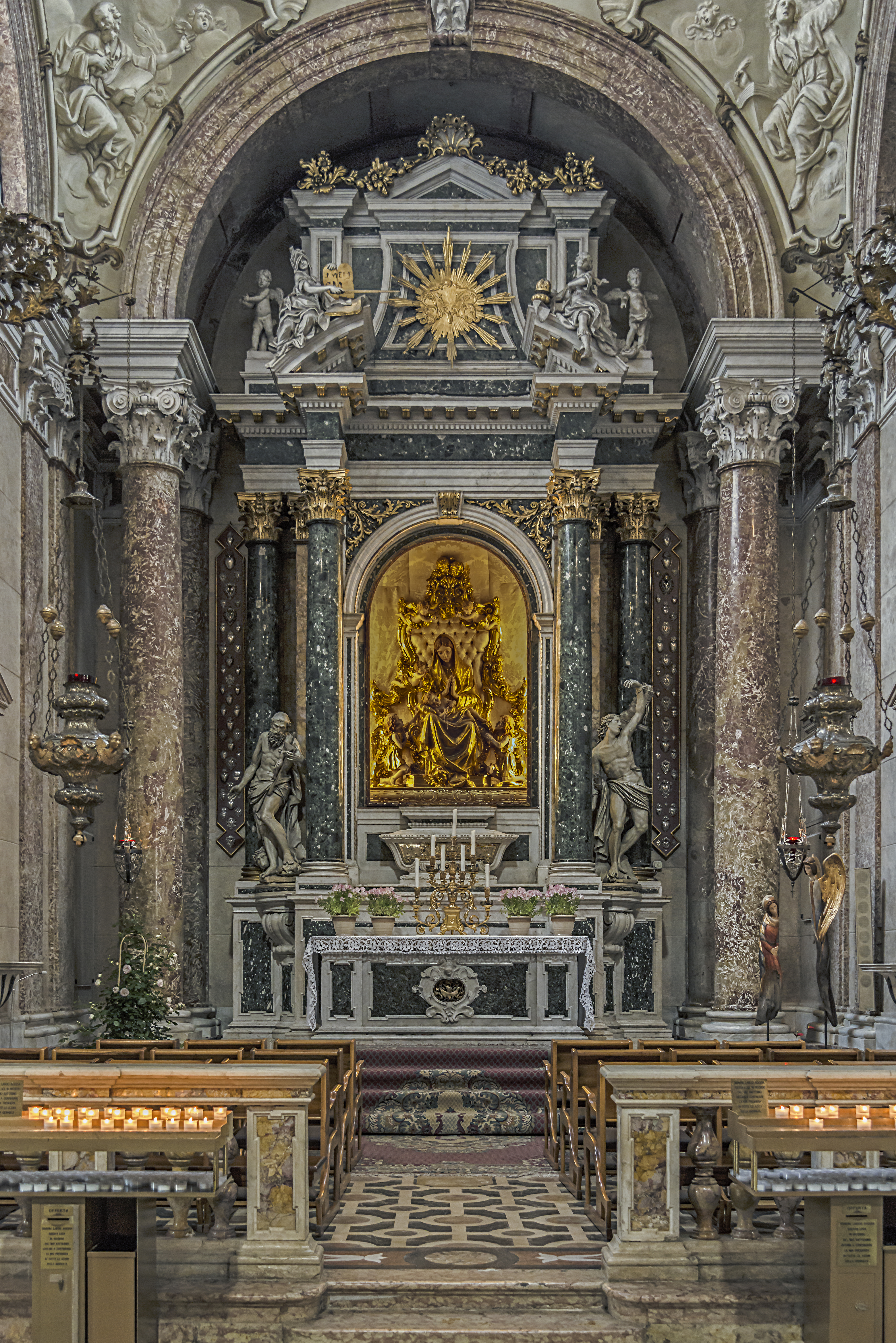
La chapelle de la "Madonna del Popolo".
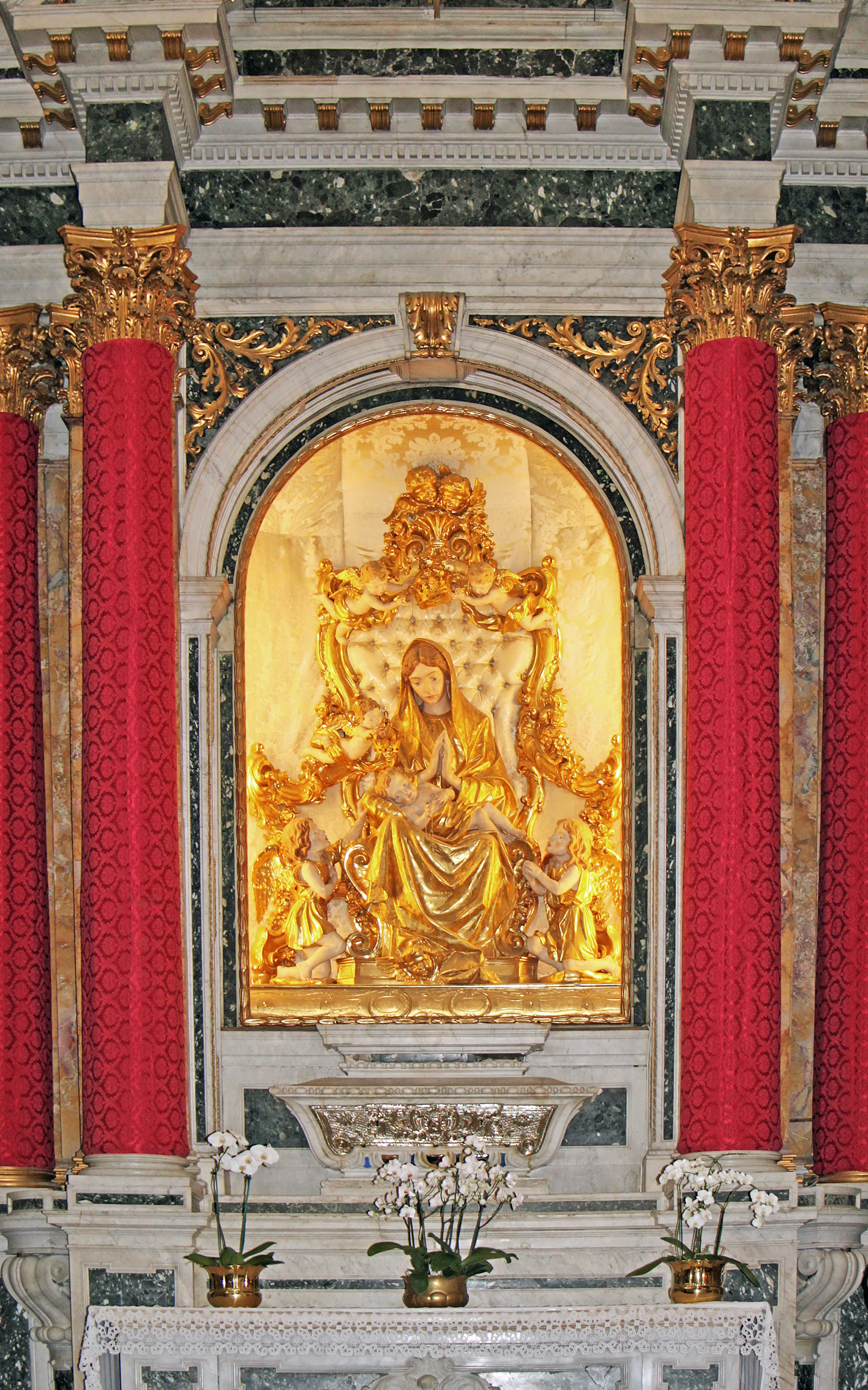
La "Madonna del Popolo" par Vincenzo Cadorin.
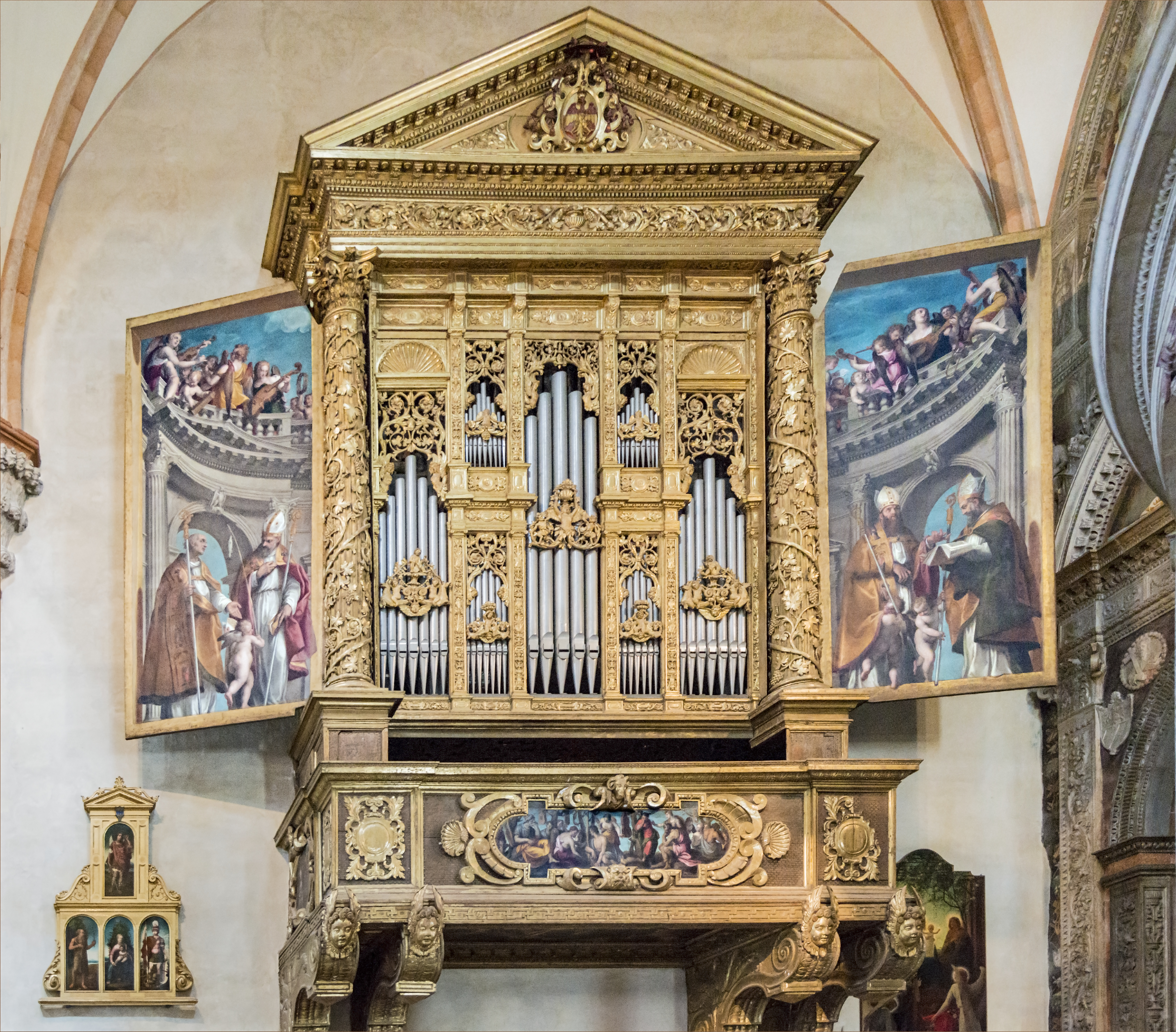
L'orgue de gauche Cornu Evangelii.
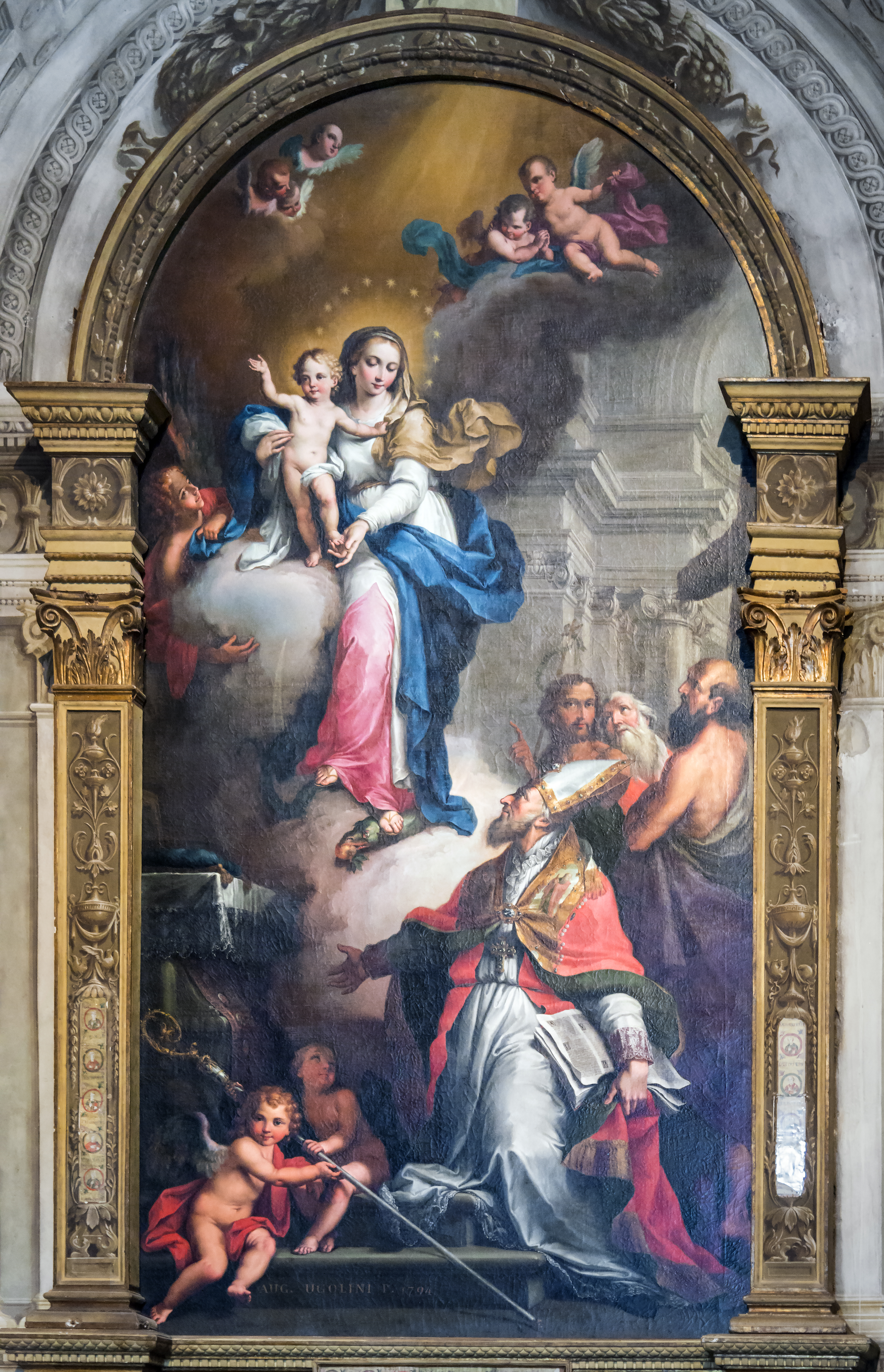
Madonna col Bambino par Agostino Ugolini.

#### Chapelles et monument de droite
La chapelle Dionisi
Entourée de fresques du XVe siècle attribuées à Antonio Badile. La chapelle est dédiée à Pierre et Paul. L'autel et le retable en marbre datent de 1710-1712. Le tableau du retable, une huile sur toile de 1711 d'Antonio Balestra, représente une Vierge à l'enfant entourée de Pierre, Antoine de Padoue et Paul. La sculpture en marbre représente le "Martirio di S.Arcadio’’ par Angelo Sartori.
Le monument funéraire du linguiste Antonio Cesari
Chapelle Calcasoli
Dédiée à saint Antoine de Vienne. Fresques par Giovanni Maria Falconetto, signées et datées de 1503. Le tableau du retable de l'autel du XVIIIe est composé d’un ensemble huiles sur toile dont : ’’l'Adoration des Mages’’ (au milieu) par Liberale da Verona ; Niccolò Giolfino son élève a peint les trois autres : sur le dessus une ‘’Déposition’’, ‘’saint Roch et saint Antoine’’ à droite, "saints Sébastien et Bartolomé" à gauche.
Chapelle Emilei
Entourée de fresques de Giovanni Maria Falconetto. Le tableau du retable de Giambettino Cignaroli est une huile sur toile de 1741, Transfiguration du Christ. Sur les côtés : saint Jacques, un offrant et San Bartolomeo par Francesco Morone.
Monument funéraire d'Agostino Valier

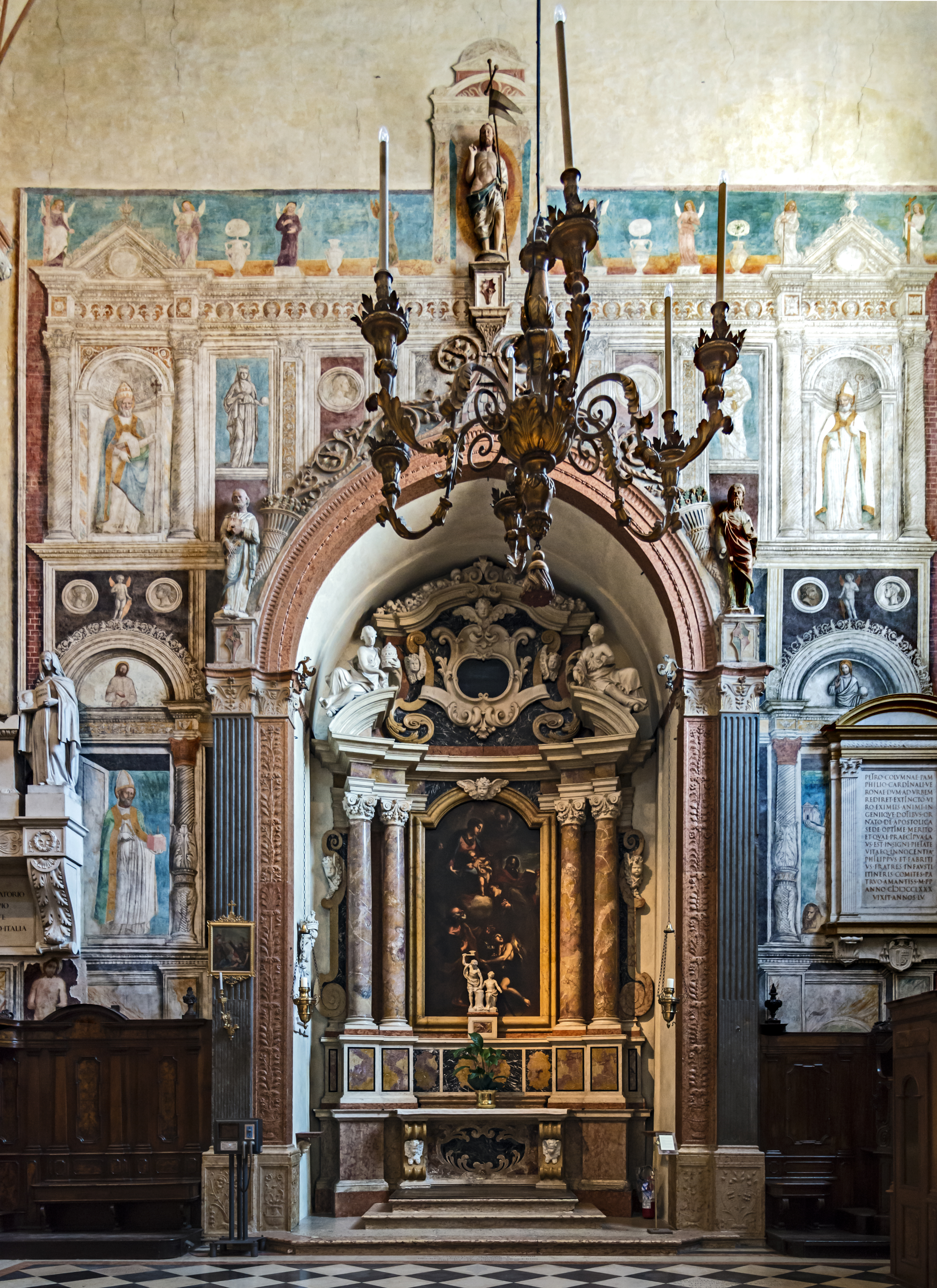
Chapelle Dionisi.
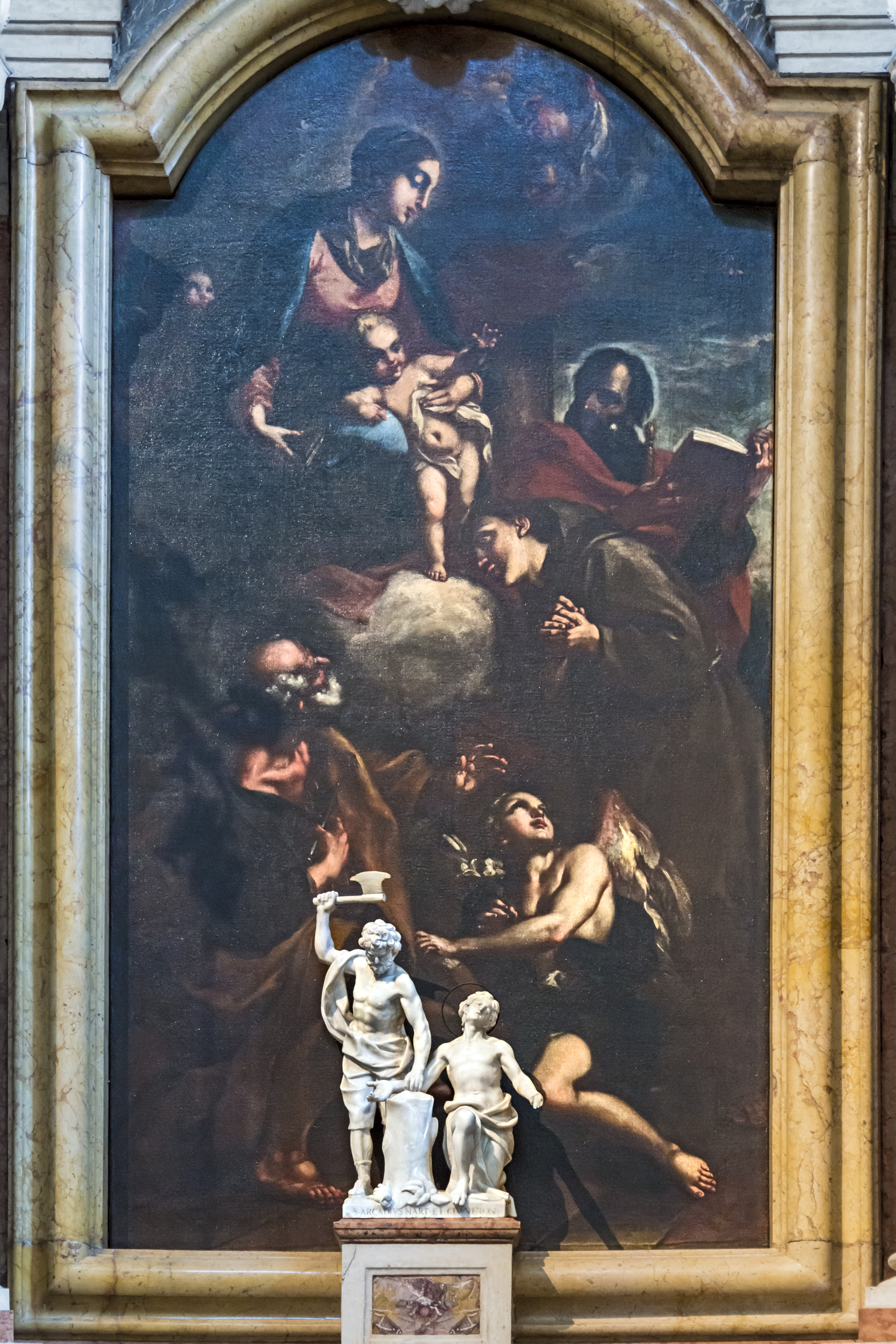
Tableau d'Antonio Balestra.
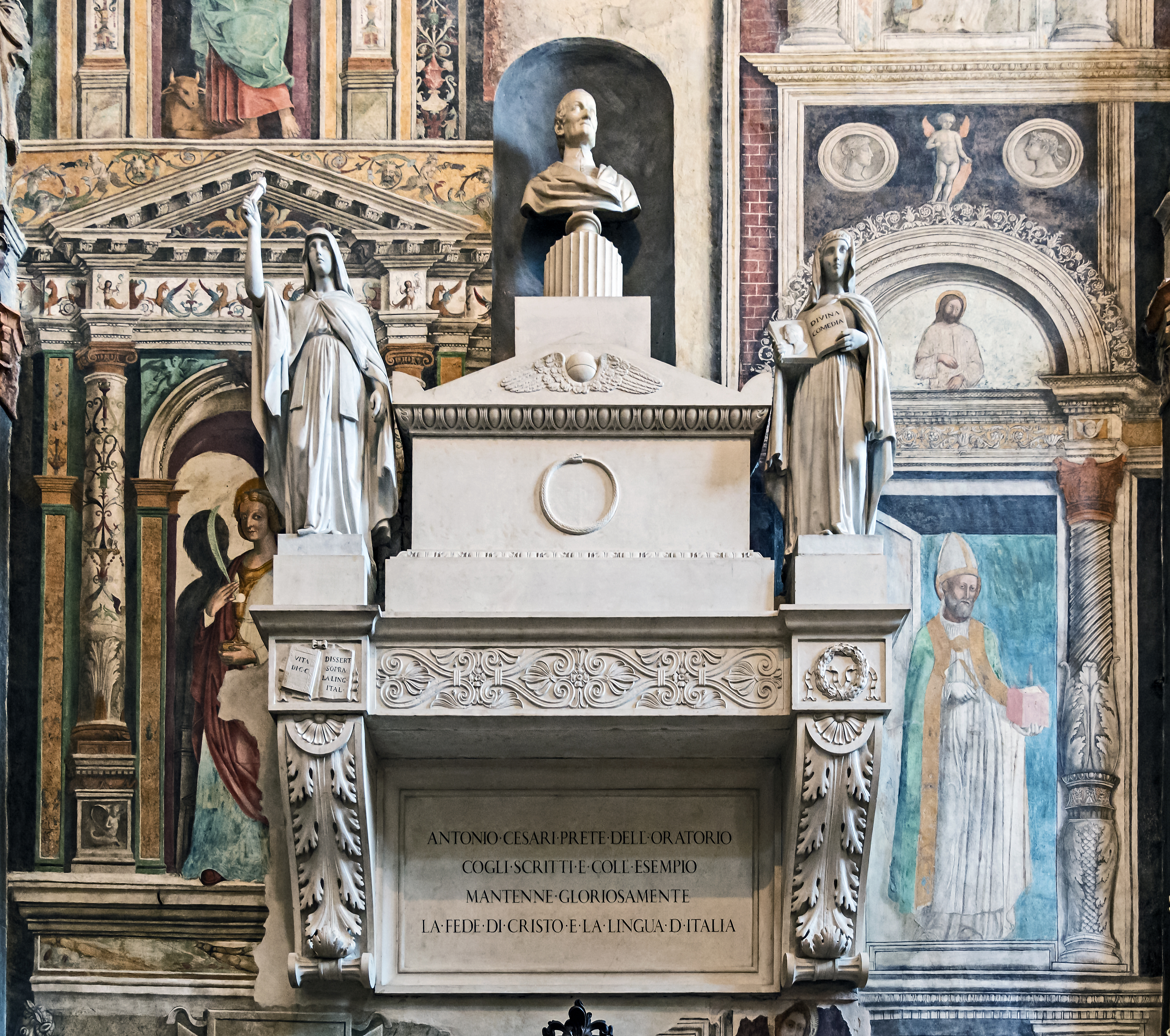
Monument funéraire du linguiste Antonio Cesari.
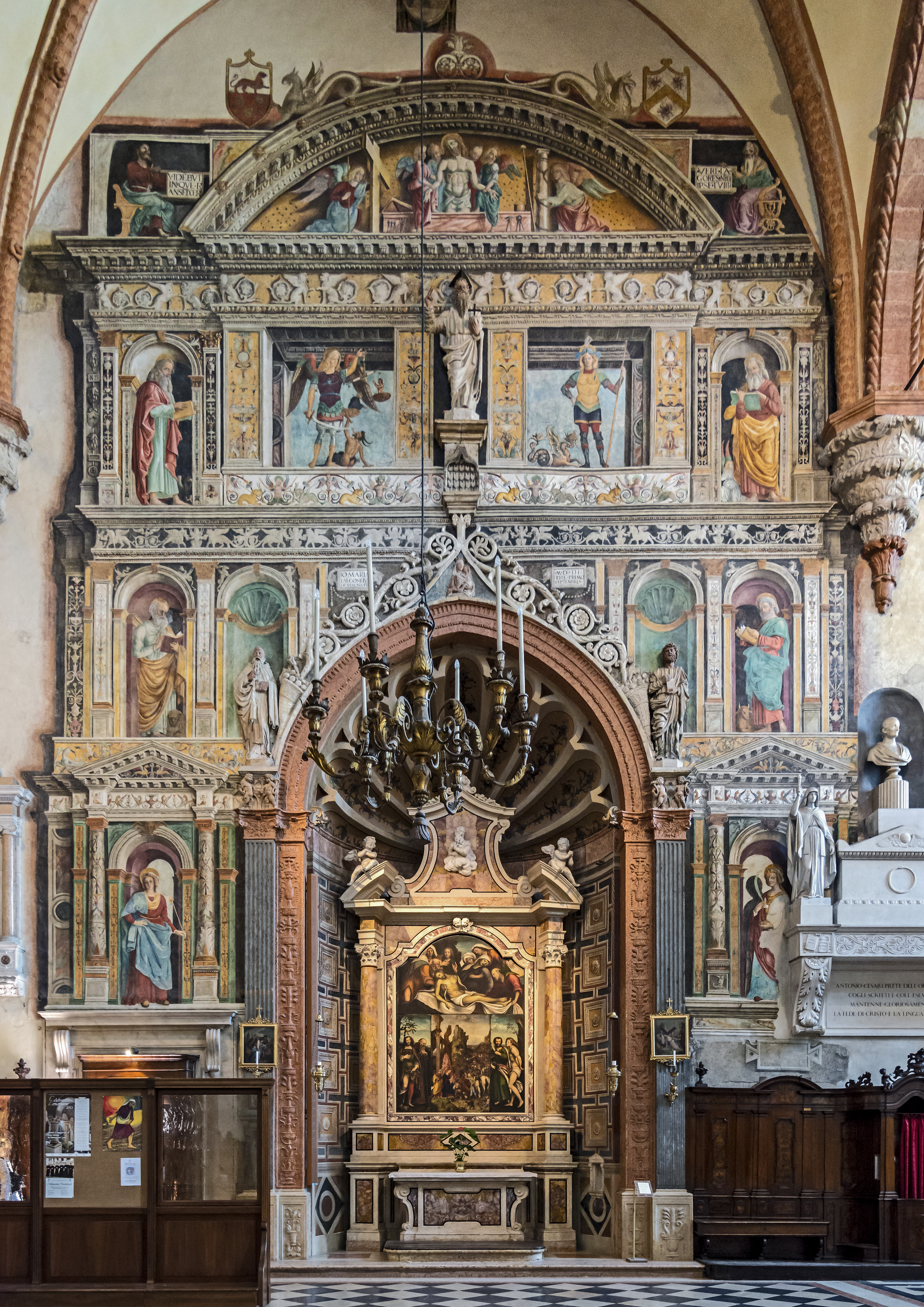
Chapelle Calcasoli.
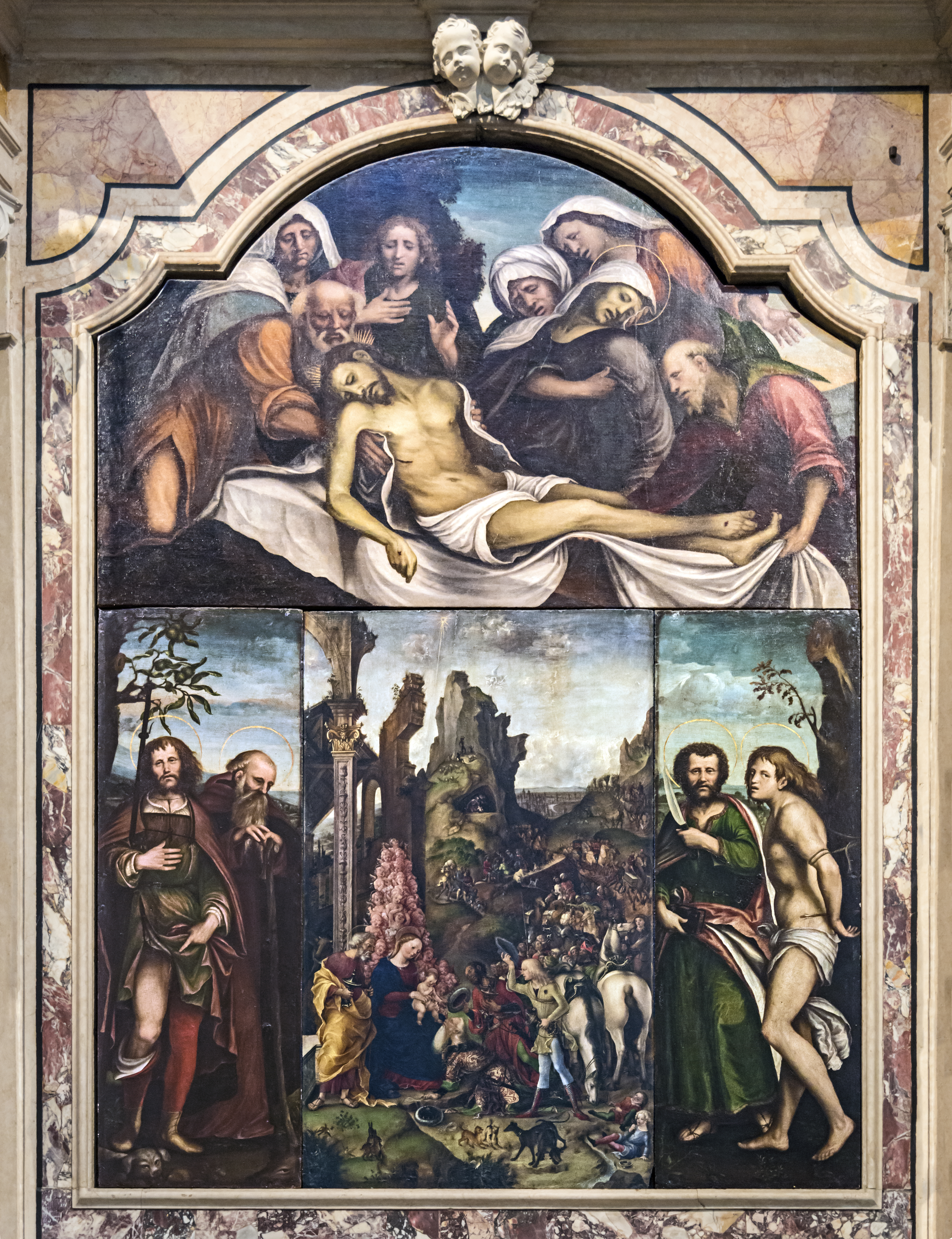
Chapelle Calcasoli - Tableaux du retable.
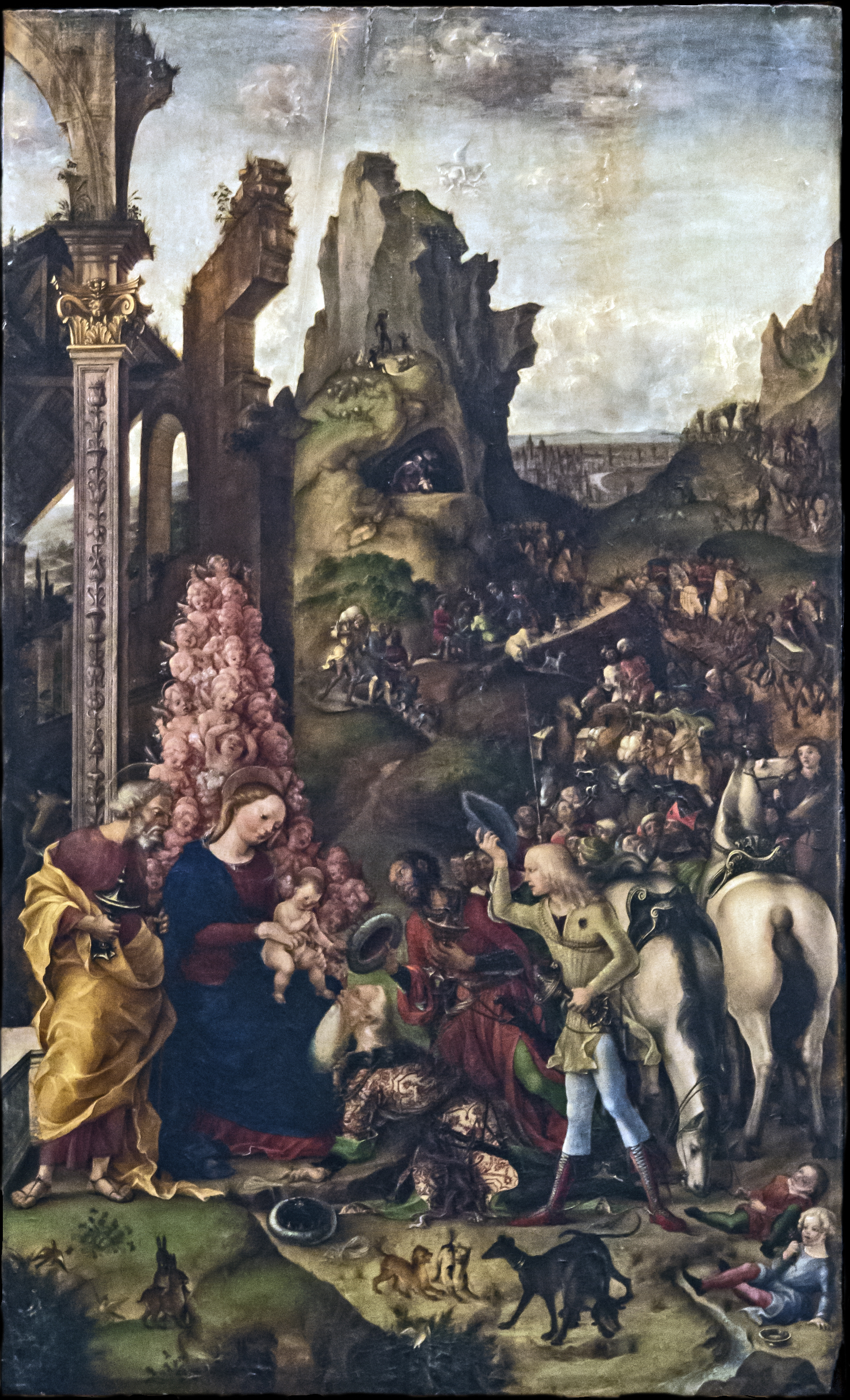
Adoration des mages, Liberale da Verona.
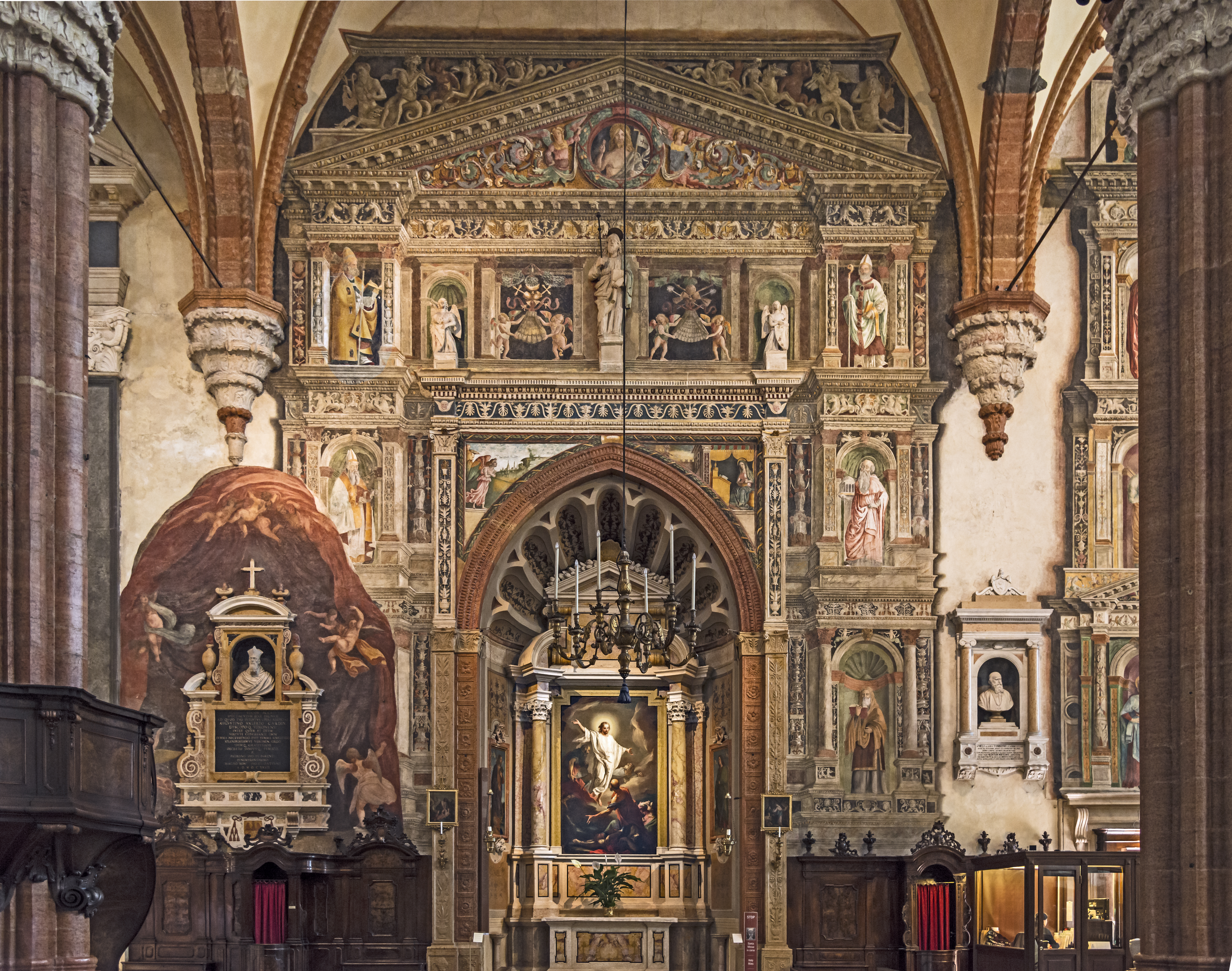
Chapelle Emilei.
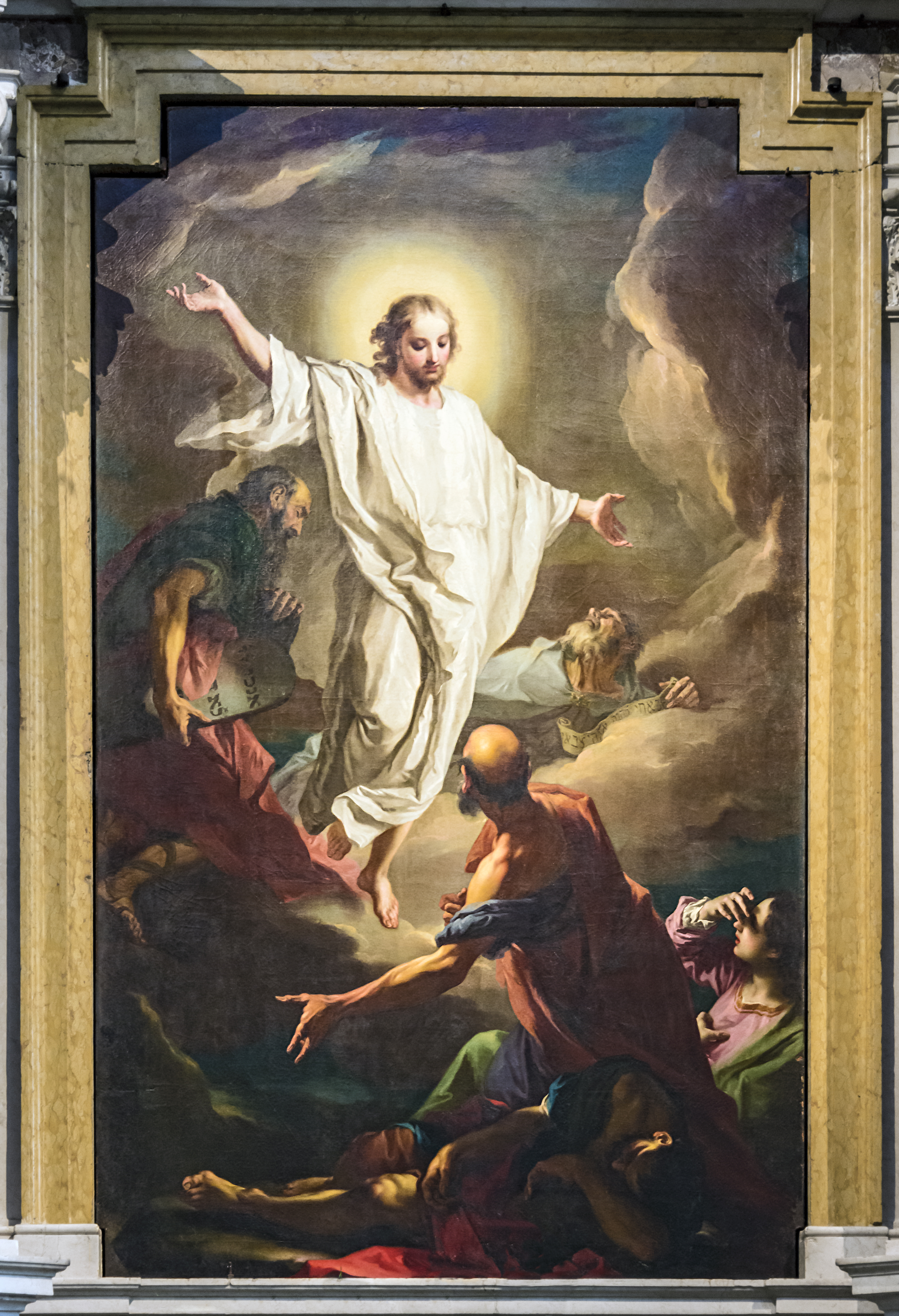
Transfiguration du Christ par Giambettino Cignaroli.
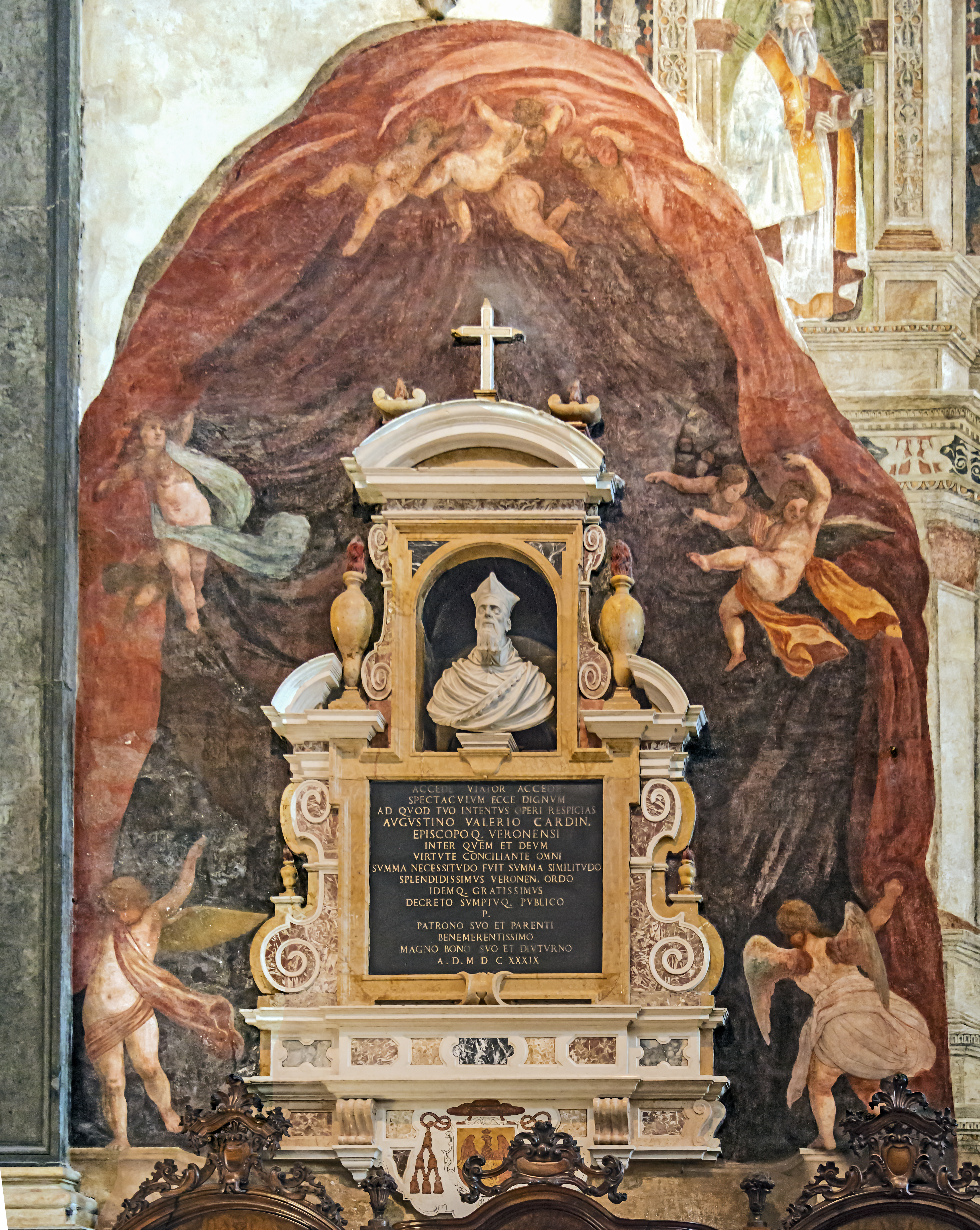
Monument funéraire d'Agostino Valier.

La chapelle Memo
Dédiée au Saint-Sacrement. Elle a été modifiée dans le style baroque tardif en 1762. Le tableau du retable est de Gian Battista Burato La Dernière Cène XVIIIe siècle.

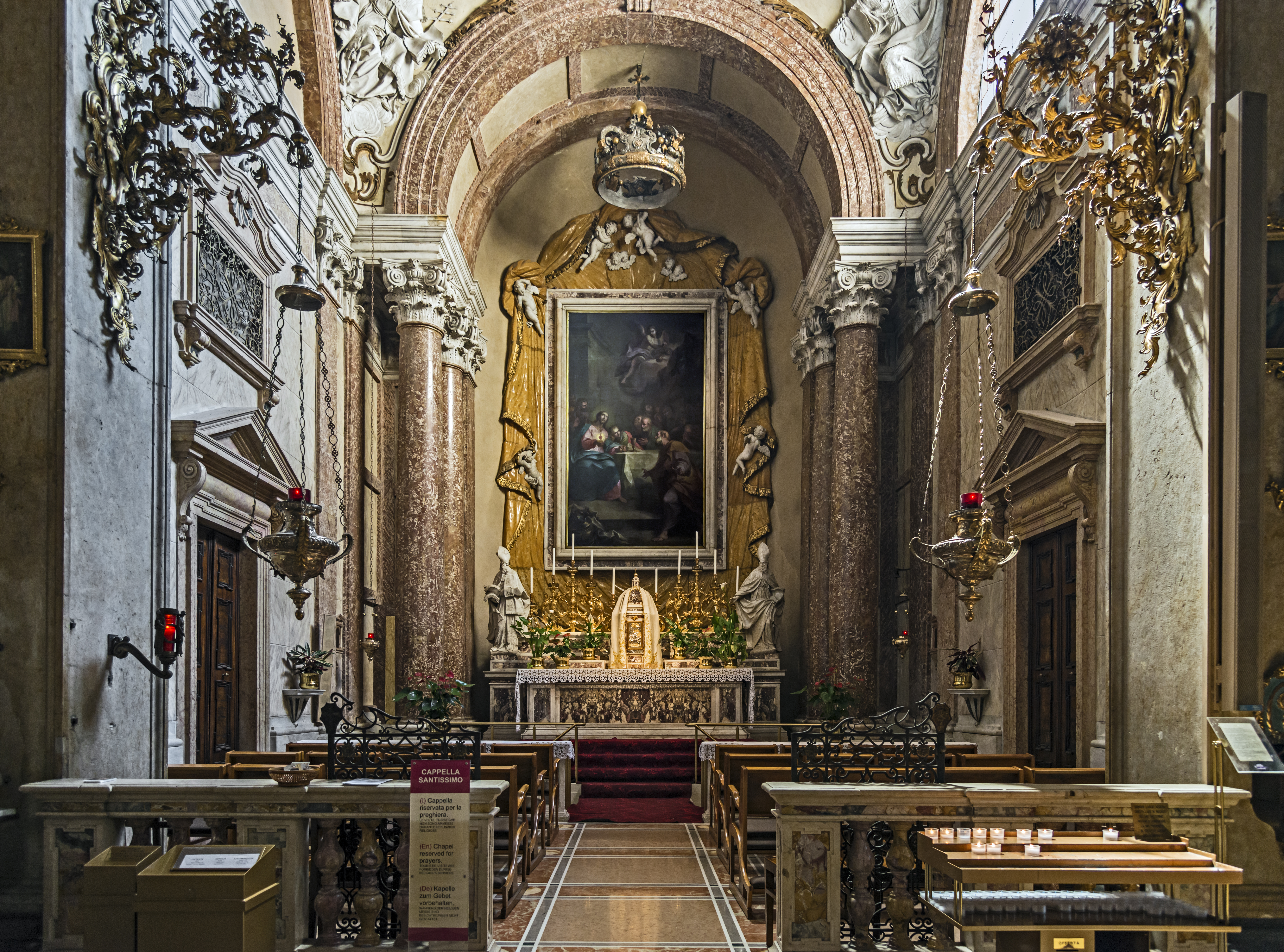
La chapelle Memo.
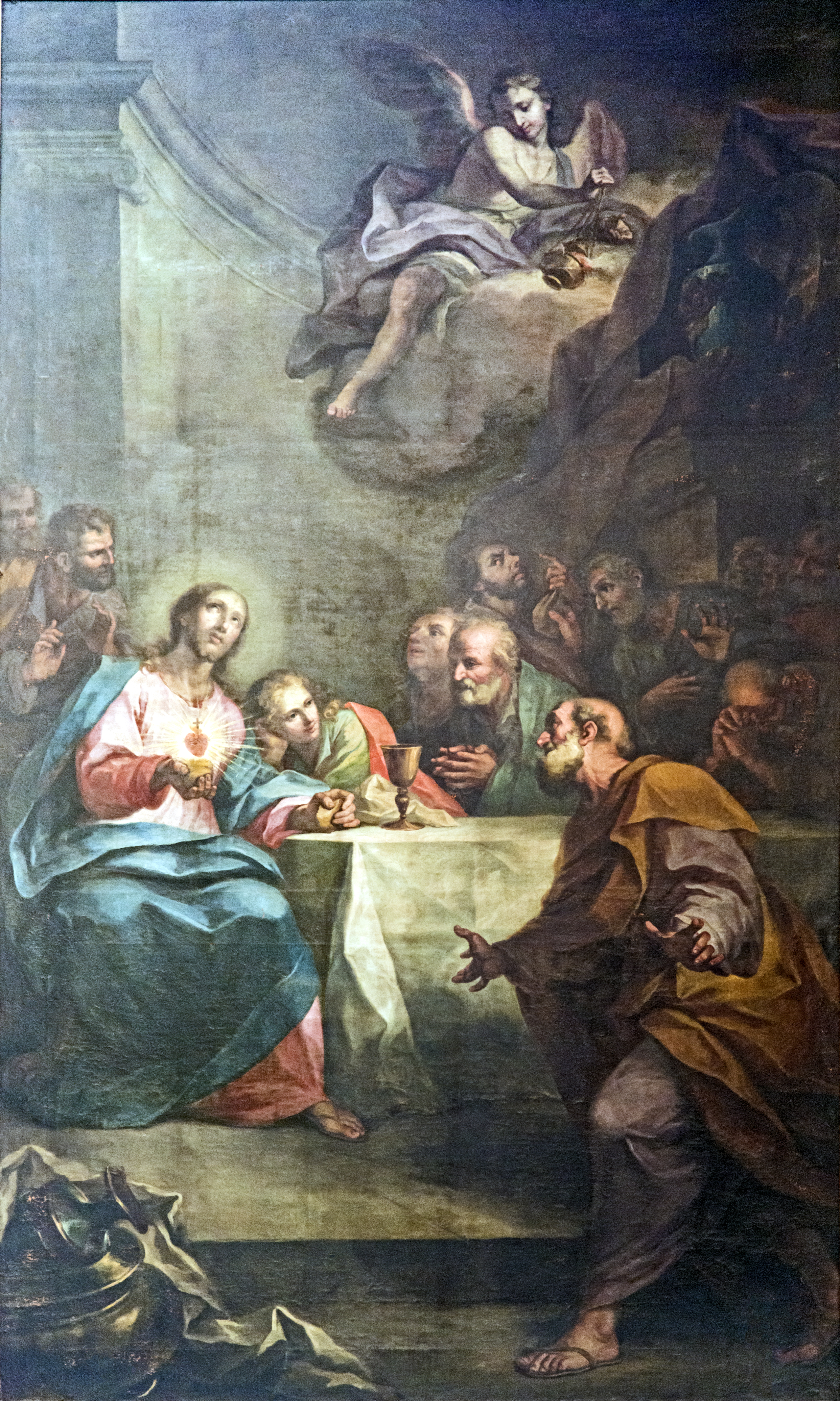
La dernière cène par Gian Battista Burato.
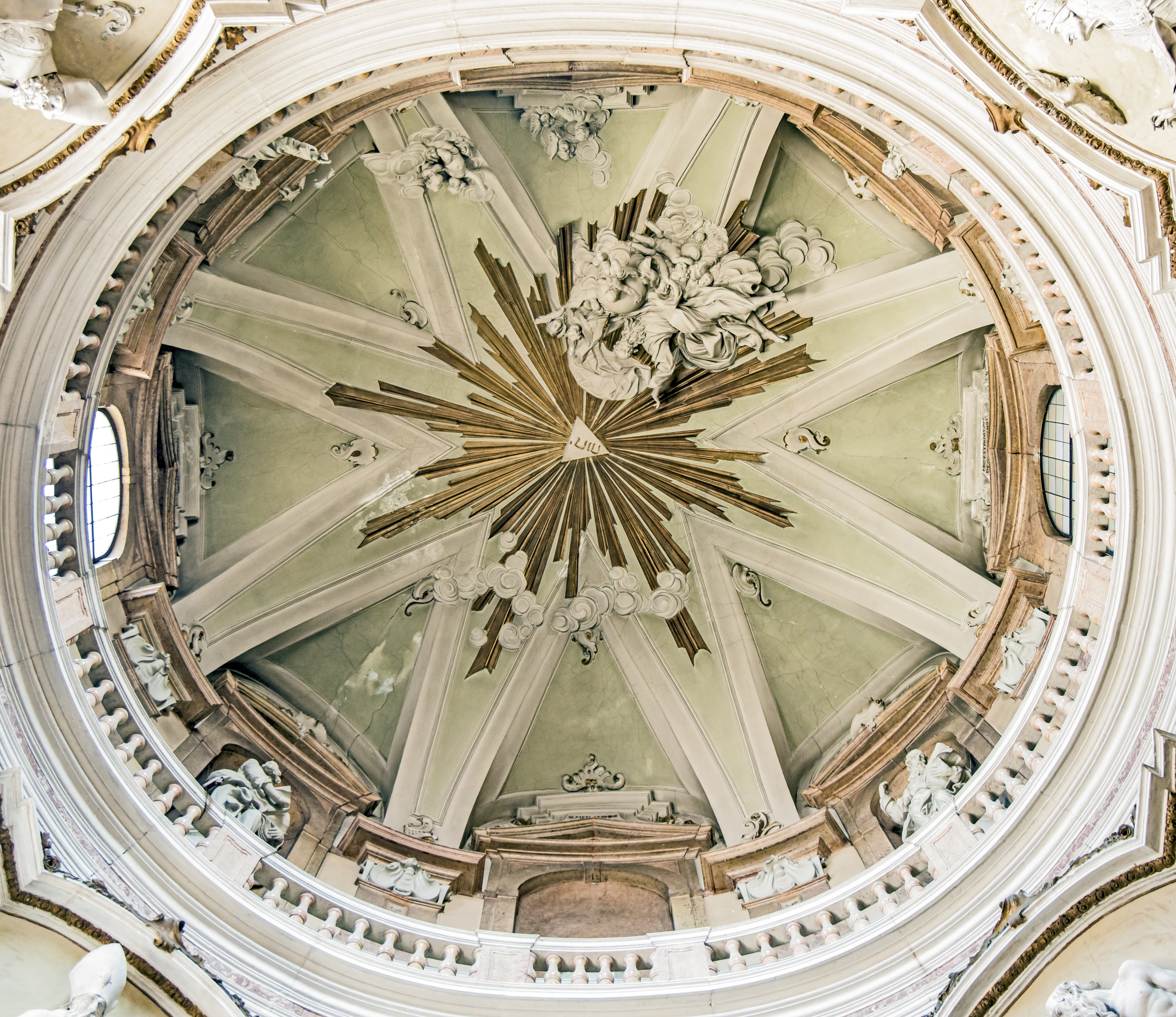
Plafond de la chapelle Memo 1762.

Monument funéraire d'Enrico Noris.
L'orgue de droite
Le buffet de d'orgue et la cantoria sont en bois sculpté et doré. Le tout est rehaussé de peintures par Biagio Falchieri, datant de 1683. Sur les portes extérieures une Assomption de la Vierge Marie et, à l’intérieur, une Conversation sacrée avec quatre saints évêques de Vérone.
La chapelle Mazzanti
La chapelle Mazzanti dédiée à sainte Agathe et à saint François. Elle a été rénovée en 1508 par le chanoine Francesco Mazzanti. Le travail de sculpture qui entoure le monument est dû à Domenico da Lugo. Arca di Sant'Agata, est un monument de l'école campionese construit en 1353. On y trouve le gisant de sainte Agathe, et au sommet du monument le martyre de sainte Agathe, avec les tortionnaires qui lui arrachent les seins. Au-dessous de l'Arca l'urne contenant le corps de sainte Marie de la Consolation (sœur de l'évêque saint Hanno). Sur l'autel, une sculpture de saint Jacques.

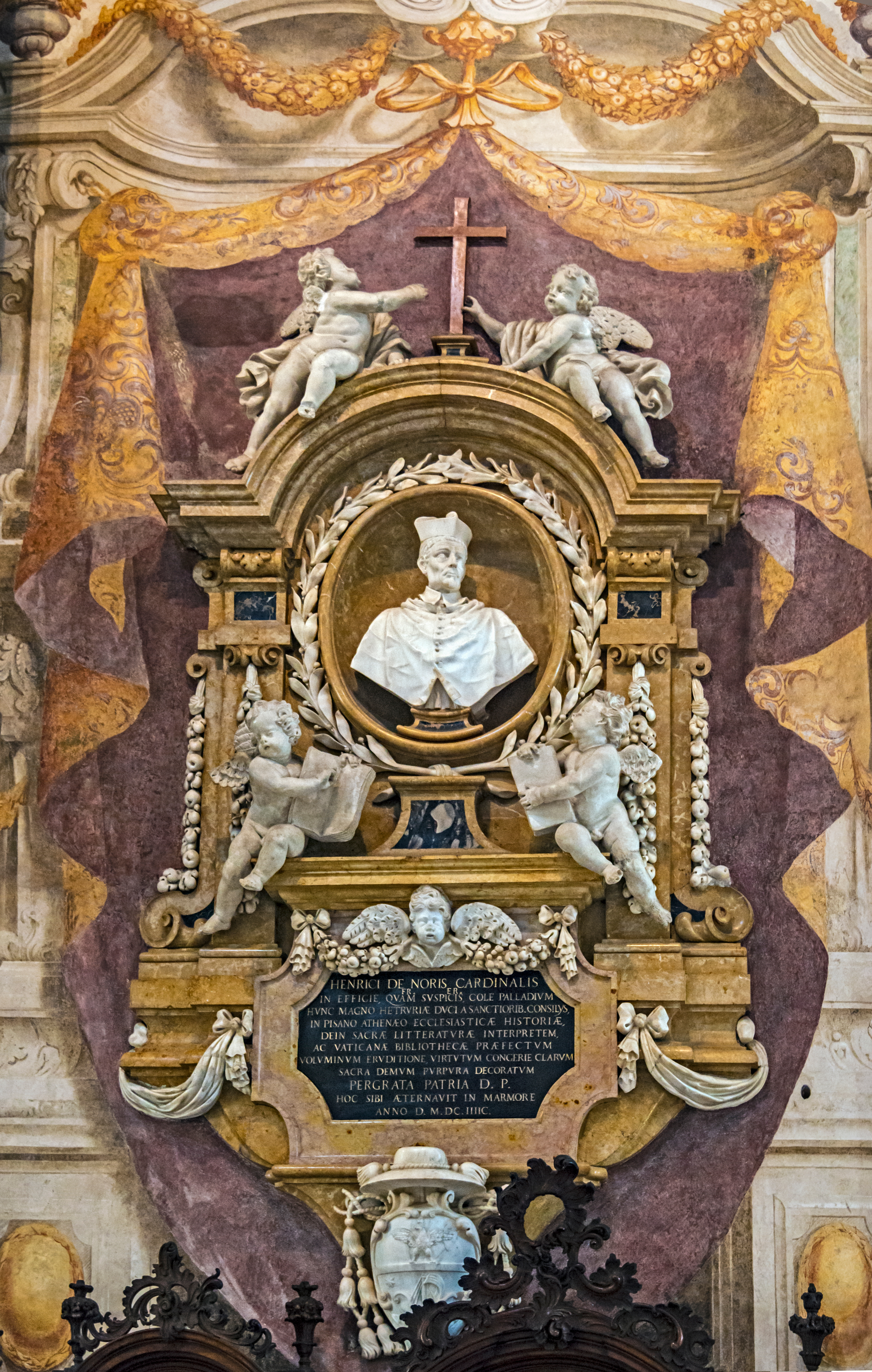
Monument funéraire d'Enrico Noris.
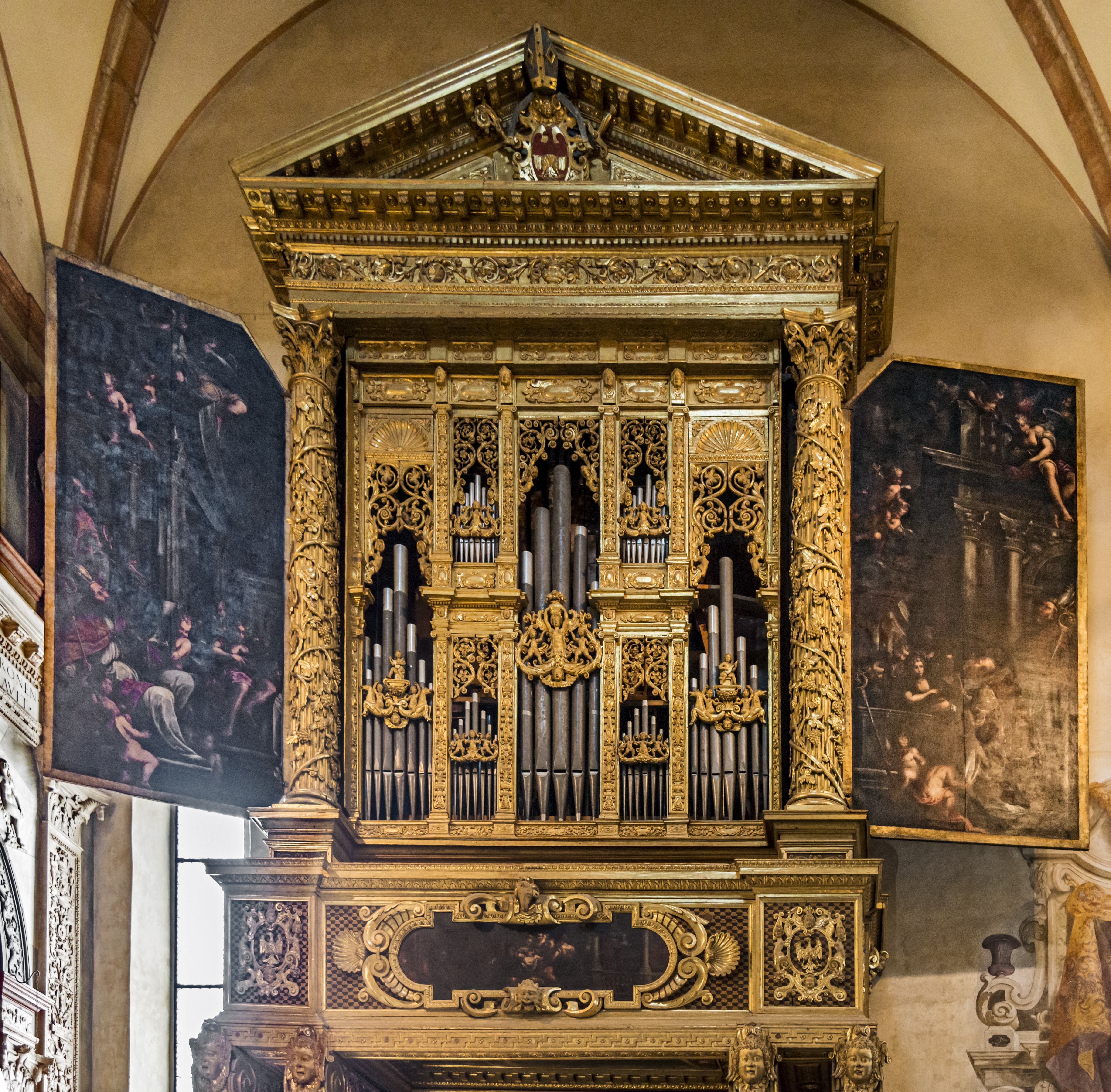
L'orgue de droite.
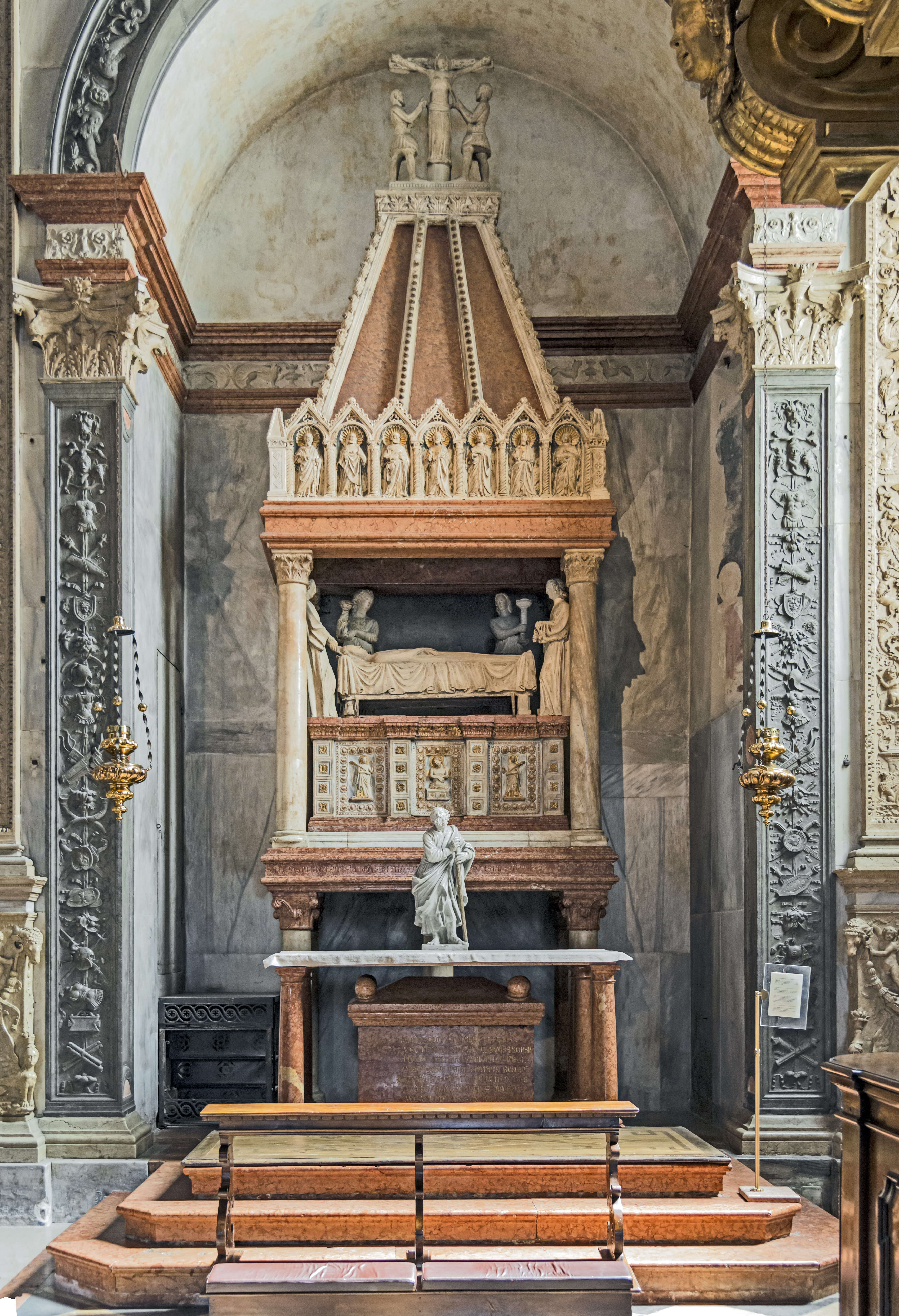
La chapelle Mazzanti.

L'abside (« Cappella maggiore »)
La clôture est de Michele Sanmicheli. Les fresques ont été exécutées d'après un carton de Giulio Romano daté de 1534.